# Vancouver
Pour les articles homonymes, voir Vancouver (homonymie).
Vancouver (  ou /vɑ̃kuvɛʁ/ ; en anglais : /væŋˈku:vɚ/ ) est une ville de l'Ouest du Canada, située dans les basses-terres continentales de la province de Colombie-Britannique. En tant que ville la plus peuplée de la province, sa population s'élève à 706 012 habitants et son agglomération à 2,6 millions d'habitants en 2022, faisant d'elle la huitième ville et la troisième aire métropolitaine du Canada. Vancouver possède la densité de population la plus élevée de tout le pays, avec plus de 5 400 habitants au kilomètre carré.
Elle est une des villes les plus diversifiées du Canada sur le plan ethnique, notamment linguistique : 52 % de ses habitants ne sont pas de langue maternelle anglaise, 48,9 % ne sont des locuteurs natifs ni de l'anglais ni du français, et 50,6 % des résidents appartiennent à des groupes de minorités visibles. Vancouver est considérée comme l'une des villes les plus agréables à vivre au Canada et dans le monde. Elle demeure cependant une des villes les plus chères au monde, notamment en raison du cout du logement. Le conseil municipal projette de faire de Vancouver la ville la plus verte au monde. Le « vancouvérisme » correspond à cette philosophie de l'urbanisme de la ville.
La ville se nommait à l'origine Gastown, et s'est développée autour d'une scierie appelée Hastings Mills, construite le 1er juillet 1867, par le marin John Deighton. Gastown est alors officiellement enregistré comme un lotissement urbain appelé Granville. Le site fut renommé « Vancouver » et incorporé comme cité en 1886, grâce à un accord avec la compagnie de chemin de fer Canadien Pacifique. L'année suivante, le chemin de fer transcontinental a été étendu jusqu'à la ville. Le grand port maritime naturel de la ville sur l'océan Pacifique est devenu un maillon essentiel dans le commerce entre l'Extrême-Orient, l'Europe et l'Est du Canada.
Vancouver fut l'hôte de nombreuses conférences et évènements internationaux, comme les Jeux de l'Empire britannique et du Commonwealth de 1954, la conférence Habitat I de l'ONU en 1976, l'Exposition spécialisée de 1986, le sommet de l'APEC en 1997, les Jeux mondiaux des policiers et pompiers en 1989 et 2009, plusieurs matchs de la Coupe du monde féminine de football 2015 dont la finale au stade BC Place, les Jeux olympiques et paralympiques d'hiver de 2010 et le Congrès ornithologique international en 2018. En 1969, Greenpeace a été fondée à Vancouver. La ville est devenue le siège permanent des conférences TED en 2014.
Depuis 2016, Port Metro Vancouver est le quatrième plus grand port en tonnage des Amériques, le plus achalandé et le plus grand du Canada, ainsi que le plus diversifié d'Amérique du Nord. La foresterie demeure sa plus grande industrie, et Vancouver est connue pour être un centre urbain entouré par la nature, ce qui fait du tourisme sa deuxième industrie. Les grands studios de cinéma de Vancouver et de Burnaby, à proximité, ont transformé le Grand Vancouver et les régions voisines en l'un des plus grands centres de production cinématographique d'Amérique septentrionale, ce qui lui a valu le surnom de Hollywood North.

## Toponymie
Elle a été nommée ainsi en hommage au capitaine de marine britannique George Vancouver qui a exploré la région vers la fin du XVIIIe siècle. Le nom de famille Vancouver provient du néerlandais Van Coevorden, c'est-à-dire « de Coevorden », une ville des Pays-Bas, également connue comme Koevern en bas-saxon.
Son nom officiel actuel en anglais est City of Vancouver, à ne pas confondre avec l'ancienne circonscription de Vancouver City (« Cité de Vancouver »).
Dans la langue squamish, la ville s'appelle K'emk'emelay.

## Histoire

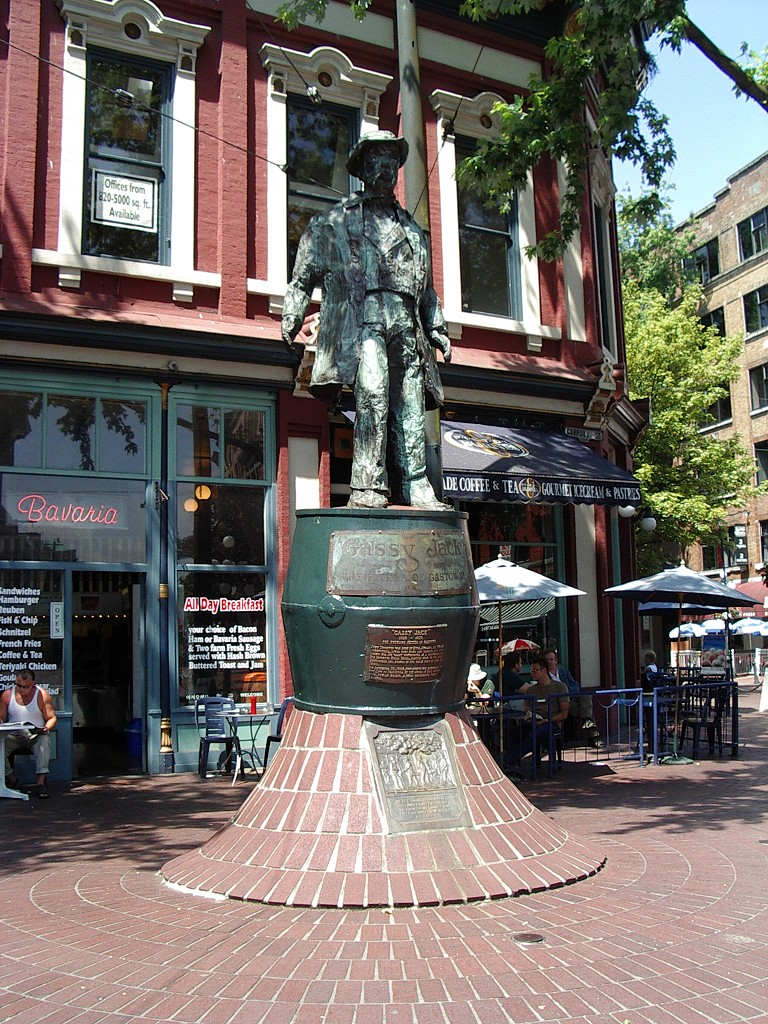
Gassy Jack est souvent considéré comme le fondateur de la cité de Vancouver. Le monument en son honneur est érigé dans le quartier de Gastown.

### Premières Nations
Des traces archéologiques indiquent la présence de peuples autochtones dans la région de Vancouver depuis 8 000 à 10 000 ans,.
La cité se situe dans les territoires traditionnels des peuples Squamish, Musqueam, et Tseil-Waututh (Burrard) du groupe des Salish de la côte.
Ils possédaient des villages dans plusieurs parties de l'actuelle Vancouver, comme le parc Stanley, False Creek, Kitsilano, Point Grey (West Point Grey) et près de l'embouchure du fleuve Fraser.

### Exploration et contact
Le premier Européen à explorer la côte de l'actuel Point Grey et une partie de la Baie Burrard fut José María Narváez d'Espagne en 1791, bien qu'un auteur affirme que Francis Drake pourrait avoir visité la région en 1579.
La cité est nommée d'après George Vancouver, lequel explora l'actuel port intérieur de Burrard Inlet en 1792 et donna des noms britanniques à de nombreux lieux,,.
L'explorateur et marchand de la Compagnie du Nord-Ouest Simon Fraser ainsi que son équipage furent les premiers Européens à poser le pied sur le site de la cité actuelle. En 1808, ils descendirent depuis l'est le fleuve Fraser, peut-être jusqu'à Point Grey.

### Début de la croissance
La ruée vers l'or du canyon du Fraser de 1858 amena plus de 25 000 personnes (bûcherons, prospecteurs, mineurs, trappeurs ou encore pêcheurs), surtout de Californie, vers la proche New Westminster (fondée le 14 février 1859) le long du Fraser. En chemin vers le canyon du Fraser, ils contournaient ce qui deviendra Vancouver,,.
Vancouver est une des cités les plus jeunes de Colombie-Britannique ; la première installation européenne dans le territoire de la cité actuelle remonte à la Ferme McLeery en 1862. Une scierie établie à Moodyville (maintenant la cité de Vancouver Nord) en 1863 démarra la longue relation de la ville avec l'exploitation forestière. Elle fut rapidement suivie par des moulins appartenant au Capitaine Edward Stamp sur la rive Sud de la baie Burrard. Stamp, qui commença l'exploitation du bois dans l'aire de Port Alberni, essaya d'abord d'en exploiter un à Brockton Point (en), mais les courants difficiles et les récifs le forcèrent à relocaliser l'opération en 1867 à un endroit proche du pied de Gore Street. Ce moulin, connu sous le nom de Moulin Hastings (en), est devenu le noyau autour duquel s'est formé le reste de Vancouver. Le rôle central du moulin dans la cité déclina après l'arrivée du Chemin de fer Canadien Pacifique (CFCP) dans les années 1880. Il garda toutefois un rôle important dans l'économie locale jusqu’à sa fermeture dans les années 1920.
L'établissement humain qui vint à porter le nom de Gastown grandit rapidement autour de la taverne de fortune établie par « Gassy » Jack Deighton en 1867 au bord de la propriété du moulin Hastings,.
En 1870, le gouvernement colonial étudia l'établissement et arpenta un lotissement urbain (townsite) qui fut renommé « Granville » en l'honneur d'alors le secrétaire d'État aux colonies britanniques, Lord Granville. Ce site, avec son port naturel, fut sélectionné en 1884 pour devenir le terminus du Chemin de fer Canadien Pacifique, à la grande déception de Port Moody, New Westminster et Victoria, qui ont tous lutté pour devenir la tête de rail. Posséder une voie ferrée fut une des incitations pour la Colombie-Britannique pour rejoindre la Confédération en 1871, mais le scandale du Pacifique et des controverses au sujet de l'utilisation de la main d’œuvre chinoise retardèrent sa construction jusqu'aux années 1880.

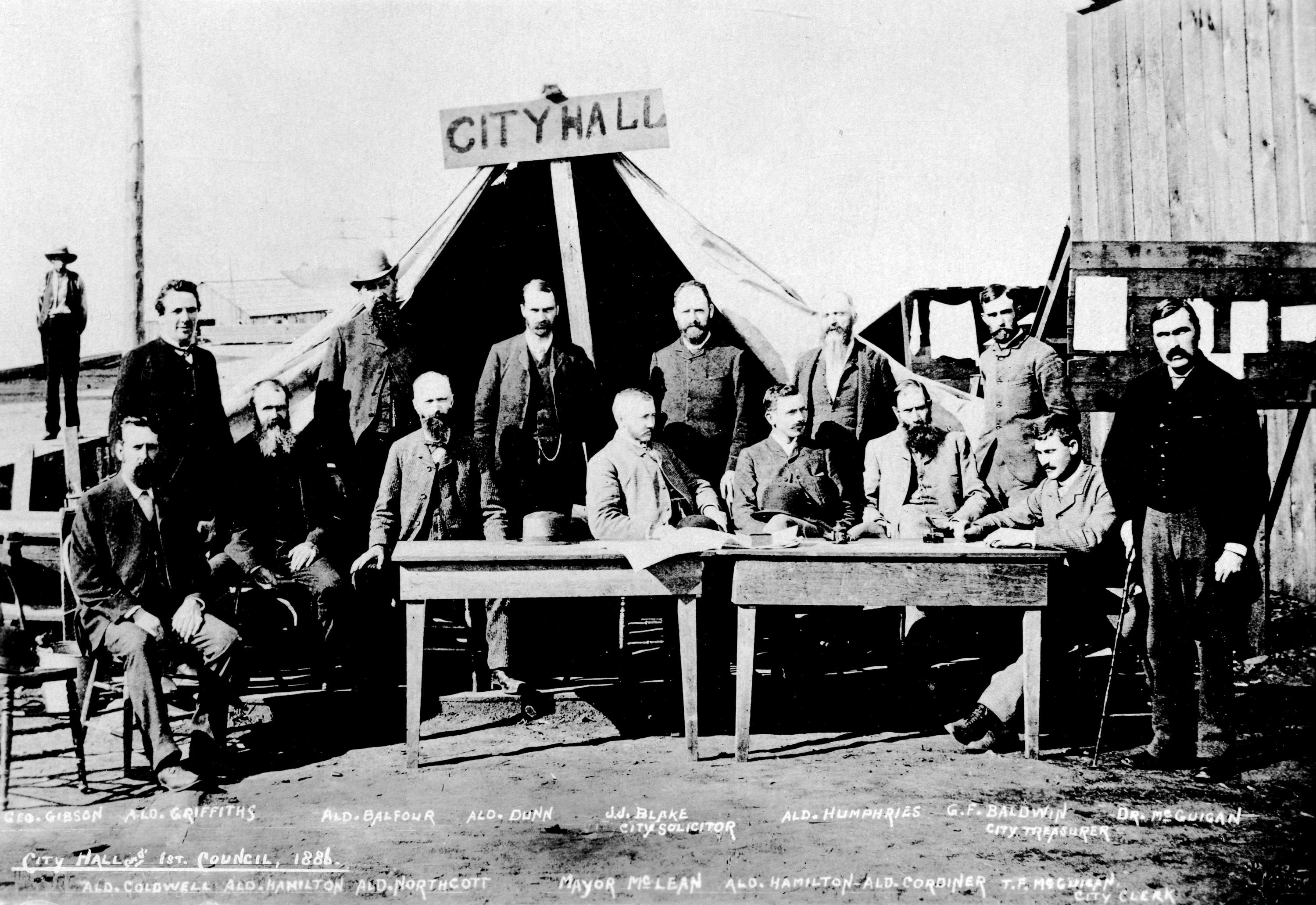
Un portrait de la première rencontre du Vancouver City Council (conseil citadin) après l'incendie de 1886. La tente était située sur le côté Est du 100 block Carrall.

### Incorporation

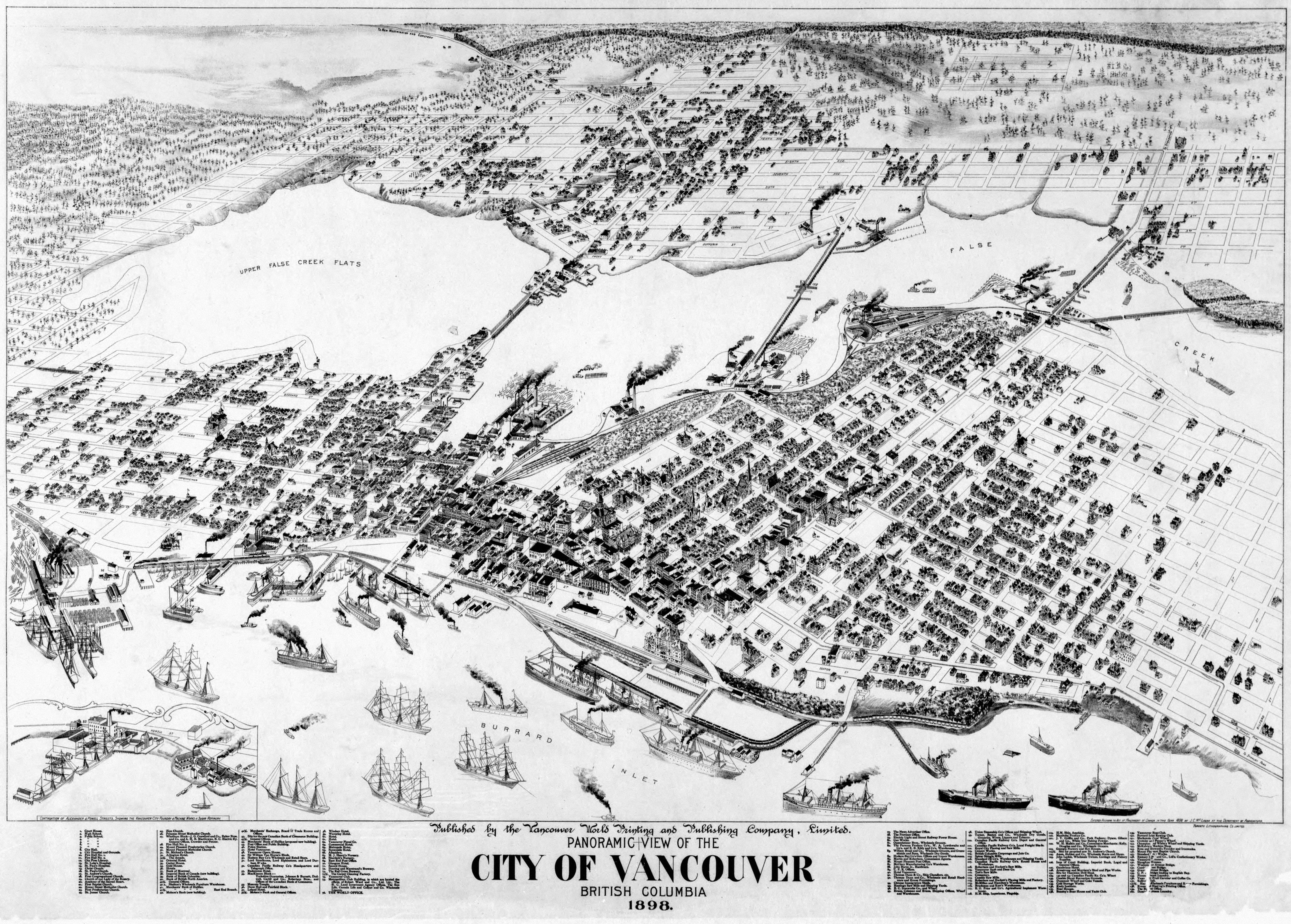
Panorama de Vancouver en 1898.

La Cité de Vancouver fut incorporée le 6 avril 1886, l'année même de l'arrivée du premier train transcontinental (où travaillèrent des immigrants asiatiques – dont 15 000 Chinois, main d'œuvre sous-payée qui reste après le chantier à Vancouver, créant le Chinatown –, Scandinaves, Polonais ou encore Ukrainiens). Le président du CFCP, William Van Horne, arriva à Port Moody pour y établir le terminus recommandé par Henry John Cambie (en) et donna le nom actuel de la cité en l'honneur de George Vancouver. Le Grand incendie de Vancouver du 13 juin 1886 rasa toute la cité, la même année où furent créés les Pompiers de Vancouver (en). La cité fut rapidement reconstruite et sa population crût d'un établissement de 1 000 habitants en 1881 à plus de 20 000 au changement de siècle et à 100 000 en 1911.
Les marchands de Vancouver équipaient les prospecteurs en partance pour la ruée vers l'or du Klondike en 1898. Un de ces marchands, Charles Woodward, ouvrit la première boutique Woodward's (en) sur les rues Abbott et Cordova en 1892, aux côtés de Spencer's (en) et des grands magasins de la Baie d'Hudson. Ils formèrent le cœur du secteur de la vente au détail durant des décennies.
L'économie de la jeune Vancouver est dominée par de grandes compagnies comme le CFCP, qui alimentèrent l'activité économique et conduisirent au développement rapide de la nouvelle cité ; en fait, le CFCP était le principal propriétaire immobilier et promoteur de logements de la cité. Alors que de la manufacture se développa, notamment avec l'établissement de la British Columbia Sugar Refinery (Raffinerie de sucre de Colombie-Britannique) par Benjamin Tingley Rogers (en) en 1890, les ressources naturelles devinrent la base de l'économie vancouveroise. Le secteur des ressources était au départ basé sur l'exploitation forestière puis sur les exportations passant par le port maritime, dont le trafic commercial constituait le secteur économique le plus important de Vancouver.

### XXe–XXIesiècles
La domination de l'économie locale par de grandes affaires est accompagnée par un mouvement souvent militant des travailleurs. La première grève de solidarité d'importance apparut en 1903 lorsque des employés des chemins de fer se mirent en grève contre le CFCP pour que leur syndicat soit reconnu. Le chef syndical Frank Rogers fut tué par la police du CFCP pendant un piquet de grève sur les docks, devenant ainsi le premier martyr du mouvement en Colombie-Britannique. L'émergence de tensions industrielles à travers la province conduisit à la première grève générale du Canada en 1918 aux mines de charbon de Cumberland sur l'Île de Vancouver. Après une accalmie dans les années 1920, la vague de grève connut son apogée en 1935 quand des hommes sans emploi submergèrent la cité pour protester contre les conditions de vie dans les camps de secours opérés par l'armée dans les régions reculées de la province,. Après deux mois tendus de manifestations perturbatrices quotidiennes, les grévistes des camps de secours décidèrent de porter leurs doléances auprès du gouvernement fédéral et embarquèrent pour la Marche sur Ottawa, mais leur manifestation fut réprimée par la force. Les travailleurs furent arrêtés près de Mission et internés dans des camps de travail pendant le reste de la Dépression[réf. à confirmer].
D'autres mouvements sociaux comme la première vague du féminisme, la réforme des mœurs et le mouvement de tempérance ont joué un rôle dans le développement de Vancouver. Mary Ellen Smith, suffragette et prohibitionniste (en) vancouveroise devint en 1918 la première femme élue dans une législature provinciale au Canada. La prohibition de l'alcool débuta pendant la Première Guerre mondiale et dura jusqu'en 1921, année où le gouvernement provincial établit un contrôle sur la vente d'alcool, une pratique toujours en place aujourd'hui. La première loi prohibant des drogues est venue à la suite d'une enquête conduite par le Ministre du Travail et futur Premier Ministre William Lyon Mackenzie King. King fut envoyé pour investiguer les demandes d'indemnisation résultant d'une émeute lorsque l'Asiatic Exclusion League conduisit aux saccages de Chinatown et Japantown (en). Deux des plaignants étaient des fabricants d'opium et, après des investigations plus poussées, King découvrit que des femmes blanches auraient fréquenté des fumeries d'opium ainsi que des hommes d'origine chinoise. Ces affirmations conduisirent rapidement au vote d'une loi bannissant la fabrication, la vente et l'importation d'opium pour des applications non médicales. Les émeutes et la formation de l'Asiatic Exclusion League sont également les signes d'une peur et d'une méfiance croissantes envers les Japonais vivant à Vancouver et dans le reste de la Colombie-Britannique. Ces peurs furent exacerbées par l'attaque de Pearl Harbor et conduisirent à l'internement ou la déportation de tous les Japano-Canadiens vivant dans la cité comme dans tout le reste de la province. Après la guerre, ces hommes et femmes japano-canadiens ne furent pas autorisés à retourner dans les cités, dont Vancouver, ce qui conduisit des zones comme la Japantown (en) susnommée à cesser d'être des zones ethniquement japonaises puisque ces communautés ne furent jamais ranimées.
La fusion avec Point Grey et South Vancouver (Vancouver Sud) donna à la cité ses limites finales peu avant qu'elle ne devienne la troisième métropole la plus importante du pays. Le 1er janvier 1929, la ville de Vancouver élargie comptait 228 193 habitants.
Comportant de nombreux styles architecturaux du XXe siècle (l'hôtel Europe (en) de style Art nouveau, le Marine Building Art déco ou encore le futurisme du Canada Place), la ville évolue au XXIe siècle au rythme de la protection de l'environnement : 250 km de pistes cyclables, plantation de 40 000 arbres ou encore objectif de réduction de 7 % de gaz à effet de serre. L'ancien quartier industriel de Granville, donnant sur la marina, a été réhabilité en zone de loisir.

### Héraldique
| By Sea, Land, and Air We Prosper |
| -------------------------------- |

| L'écu se blasonne ainsi : Burelé-ondé d'azur et d'argent de huit pièces au chef d'or chargé de deux fleurs de cornouiller au naturel, à une pile de sinople brochante et chargée d'un totem d'or dans le style des Kwakiutl composé d'un aigle, d'un grizzly et d'un flétan.Traduction de la devise : « Par la mer, la terre et l'air nous prospérons » |

## Géographie

### Situation

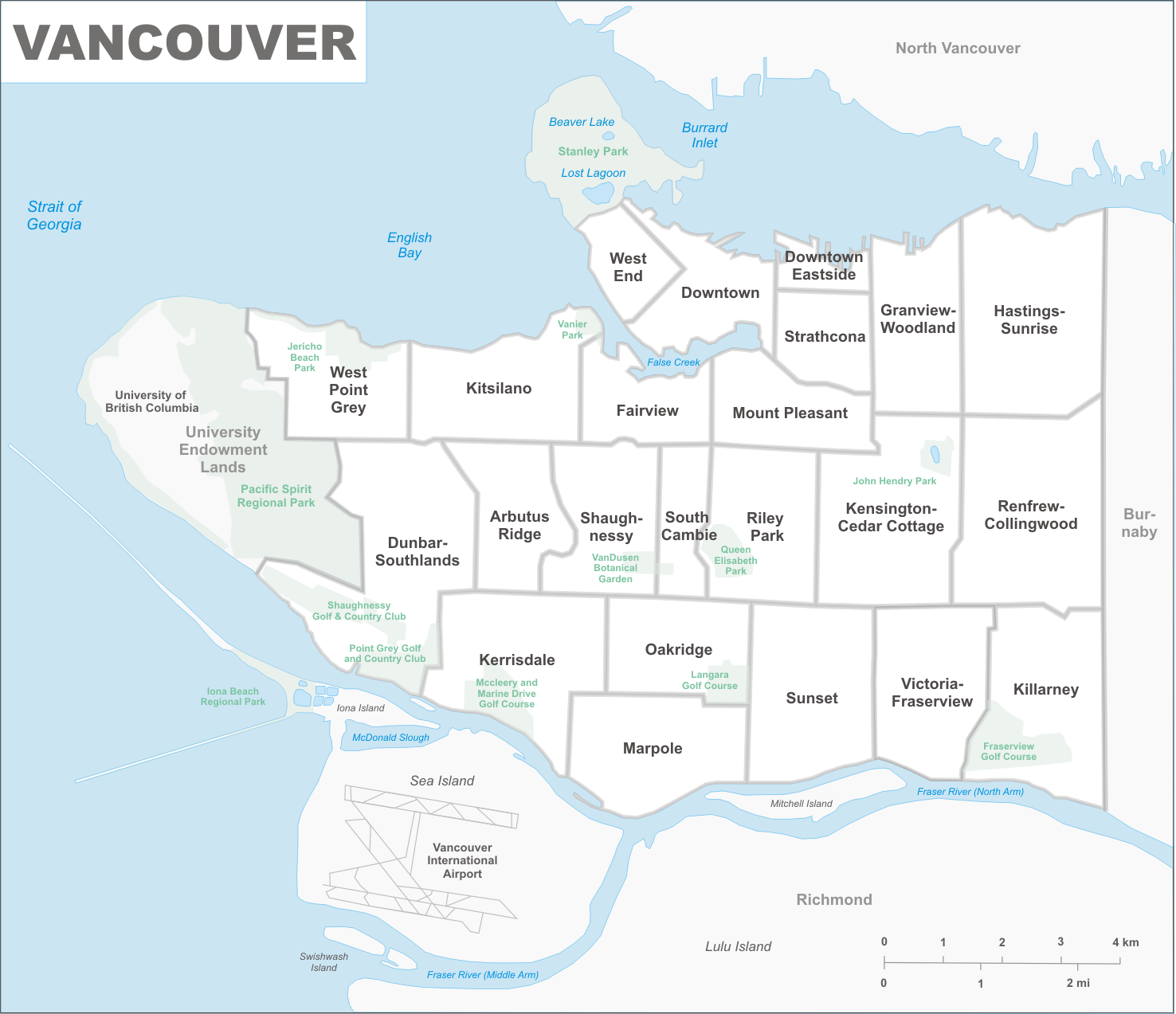
Les 23 quartiers officiels de Vancouver.

Située dans la péninsule Burrard, la ville de Vancouver est comprise dans l'écozone maritime du Pacifique (espace notamment renommé pour les parcs nationaux des Îles-Gulf, du patrimoine Haïda Gwaii Haanas, de Kluane et de Pacific Rim), entre la baie Burrard au nord, qui inclut le port de Vancouver (en anglais Vancouver Harbour), la cité de Burnaby à l'est et le fleuve Fraser au sud. À l'ouest, elle est bordée par les eaux côtières de l'Alaska du Sud-Est et de la Colombie-Britannique  (détroit de Géorgie), et abritée de l'océan Pacifique par l'île de Vancouver. Vancouver est située à 518 km au sud de Prince George, à 673 km à l'ouest-sud-ouest de Calgary et à 3 355 km à l'ouest-nord-ouest de Toronto. La cité a une superficie de 114 km2, comprenant à la fois des terrains plats et vallonnés. Son fuseau horaire est celui de l'heure du Pacifique (UTC−8).
Jusqu'à son appellation en 1885, « Vancouver » fait référence à l'île de Vancouver, et l'idée erronée que la cité se trouve sur l'île est très répandue,.
L'île et la cité sont toutes deux nommées d'après George Vancouver, capitaine de la Royal Navy, à l'instar de la cité de Vancouver dans l'État de Washington aux États-Unis.
Vancouver possède l'un des plus grands parcs urbains d'Amérique du Nord, le Parc Stanley, qui couvre 4,049 km2. Les montagnes North Shore dominent le paysage de la cité. Les jours dégagés, il est possible d'observer le volcan enneigé mont Baker situé au sud-est dans l’État de Washington, l'île de Vancouver de l’autre côté du détroit de Géorgie de l'ouest au sud-ouest, ainsi que l'île Bowen au nord-ouest.

### Quartiers

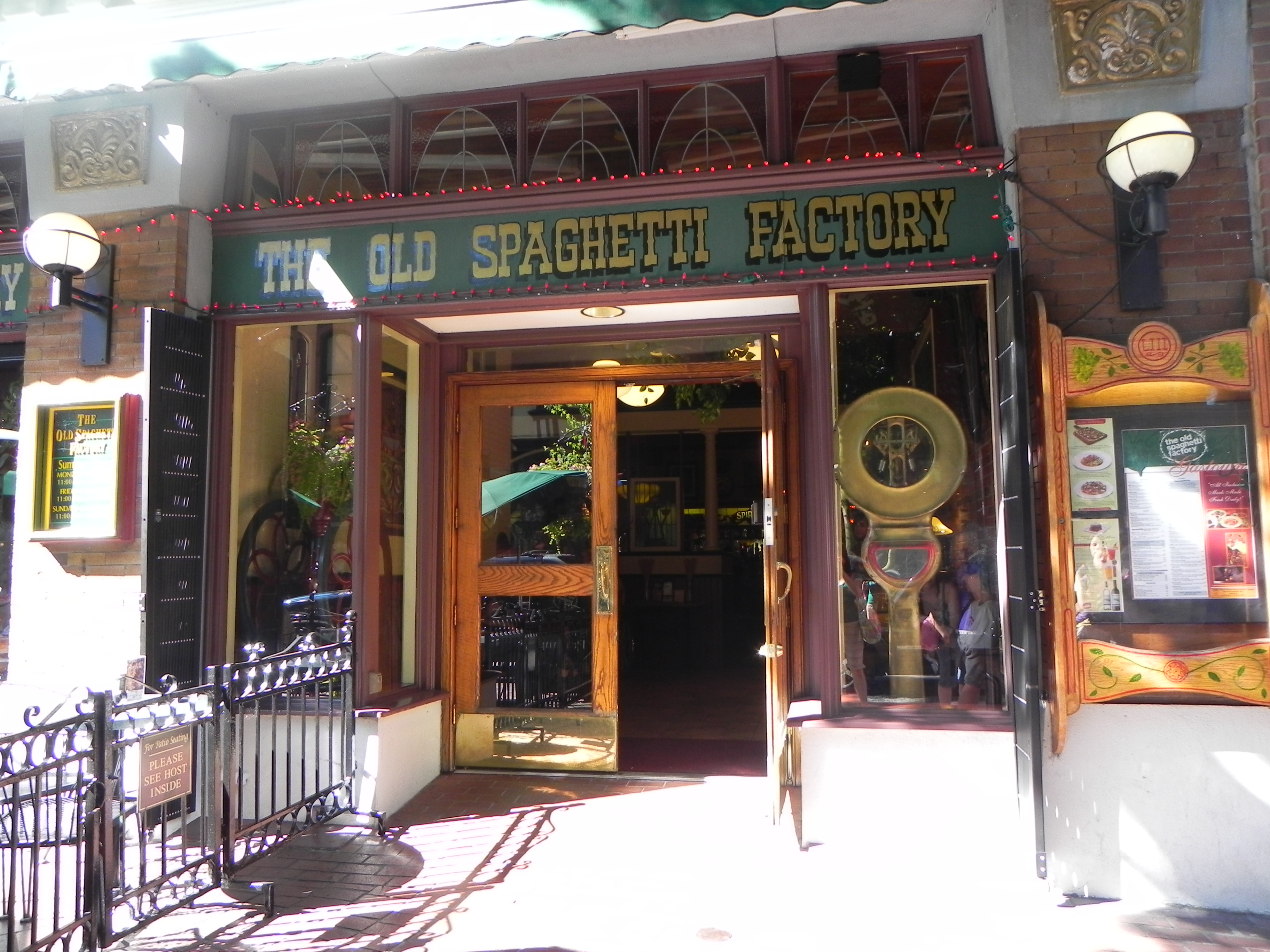
Un restaurant sur Downtown.

### Municipalités du district régional du Grand Vancouver

Carte de densité de population du district régional du Grand Vancouver.

- Village d'Anmore
- Village de Belcarra
- Municipalité de l'île Bowen
- Cité de Burnaby
- Cité de Coquitlam
- Corporation de Delta
- Cité de Langley
- District de Langley
- Village de Lions Bay
- District de Maple Ridge
- Cité de New Westminster
- Cité de North Vancouver
- District de North Vancouver
- Cité de Pitt Meadows
- Cité de Port Coquitlam
- Cité de Port Moody
- Cité de Richmond
- Cité de Surrey
- Cité de Vancouver
- District de West Vancouver
- Cité de White Rock

### Environnement

#### Faune et flore
L'aire de Vancouver était à l'origine couverte par une forêt tempérée humide composée de conifères avec des poches dispersées d'érables et d'aulnes, ainsi que de larges zones de marécages (y compris dans les hauteurs du fait d'un faible drainage).
Les conifères étaient un mélange typique pour la côte de la Colombie-Britannique, à savoir du sapin de Douglas, du cèdre de l'ouest, et de la pruche de l'Ouest.
La zone est supposée être celle qui avait les plus grands arbres de ces espèces de la côte de la province. En termes de taille, seuls ceux de la baie Elliott à Seattle rivalisent avec ceux de la péninsule de Burrard et de la Baie des Anglais. Les plus grands arbres de l'ancienne forêt primaire de Vancouver se trouvaient dans la zone de Gastown, où eurent lieu les premières découpes de bois, et sur les pentes sud de False Creek et de la Baie des Anglais, en particulier autour de Jericho Beach. La forêt du parc Stanley fut coupée entre les années 1860 et 1880, et on peut encore y observer aujourd'hui des preuves d'anciennes techniques d'exploitation forestière telles que des
encoches de tremplin.
Beaucoup de plantes d'arbres grandissant dans Vancouver et les Basses-terres furent importés d'autres parties du continent et de lieux à travers le Pacifique. On y compte par exemple l'araucaria du Chili, l'érable japonais lisse et plusieurs fleurs exotiques comme le magnolia, l'azalée et le rhododendron. Certaines variétés importées de climat plus difficiles de l'Est Canadien ou d'Europe ont grandi au point d'atteindre des tailles très importantes. L'érable nain natif peut aussi atteindre de très grandes tailles. Beaucoup de rues de la cité sont bordées de variétés florales de cerisiers japonais offerts dans les années 1930 par le gouvernement du Japon. Ils fleurissent pendant plusieurs semaines chaque année au début du printemps ; une occasion célébrée par le Festival du cerisier en fleurs (en). D'autres rues sont bordées de châtaigniers, de marronniers et d'autres arbres d'ombrage décoratifs à fleurs.

#### Protection
La cité de Vancouver a entamé un certain nombre de démarches afin de devenir une ville durable. 93 % de l'électricité utilisée à Vancouver est générée grâce à des ressources renouvelables telles que l'énergie hydroélectrique[réf. nécessaire]. La cité travaille aussi activement pour devenir une ville plus « verte ». La municipalité a rédigé un plan d'action contenant des objectifs à atteindre pour 2020, comme réduire les émissions de gaz à effet de serre, encourager la croissance d'emplois et d'entreprises « verts », exiger des méthodes de construction « vertes », et réduire la production de déchets. Avec l'objectif de devenir la ville la plus « verte » au monde d'ici 2020, le plan d'action de la cité comporte dix objectifs classés en trois catégories clés : les émissions de carbone, les déchets et l'écosystème.
La cité annonça en décembre 2013 la proposition de construire un Zero Waste Innovation Center (« Centre d'innovation zéro déchets ») qui se concentrerait sur la gestion durable des déchets et la récupération d'énergie, potentiellement via l'utilisation d'une technologie de gazéification des déchets. Vancouver a été classée en 2014 comme quatrième ville la plus verte au monde selon le 2014 Global Green Economy Index.

### Climat

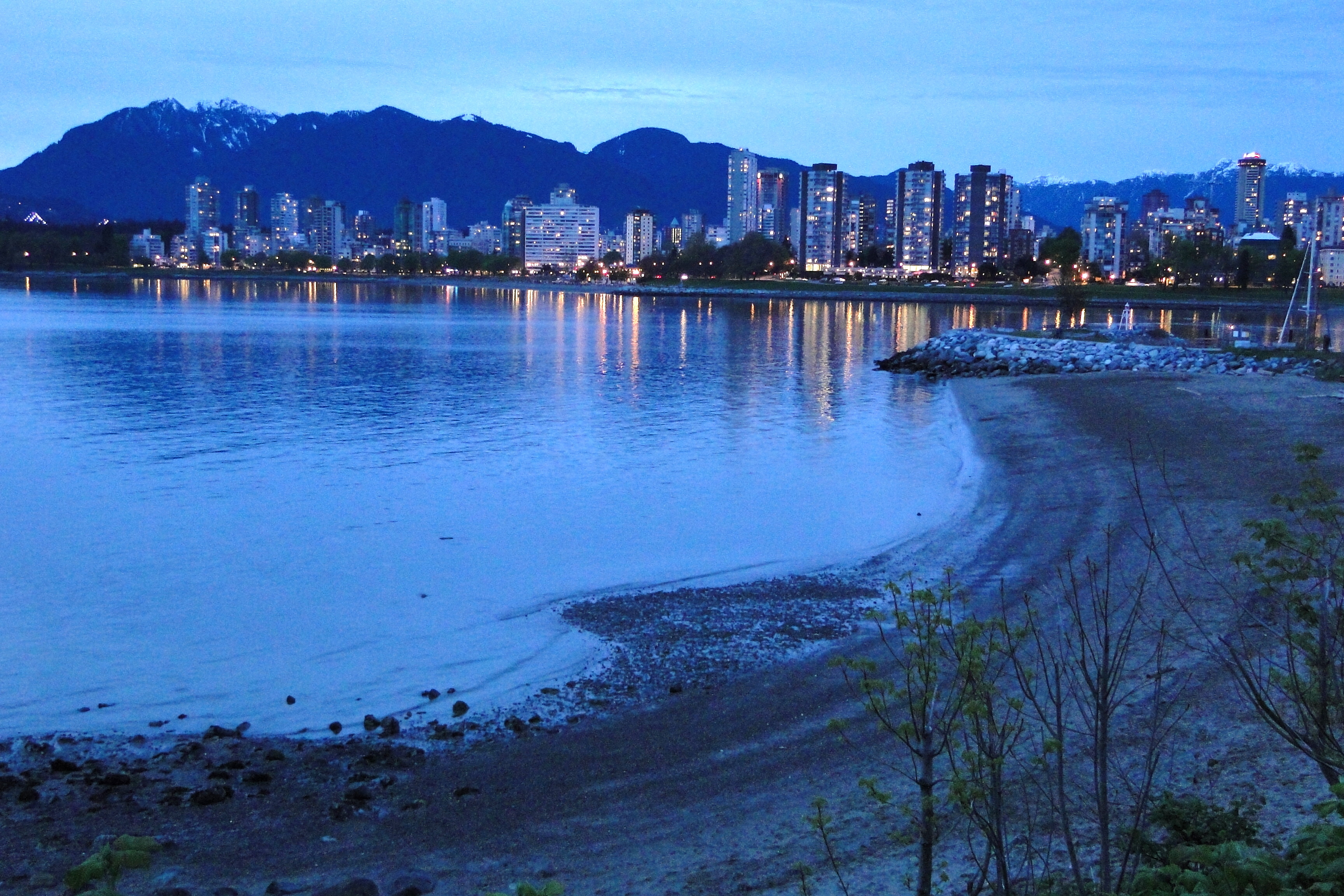
La plage Kitsilano est une des nombreuses plages de Vancouver.

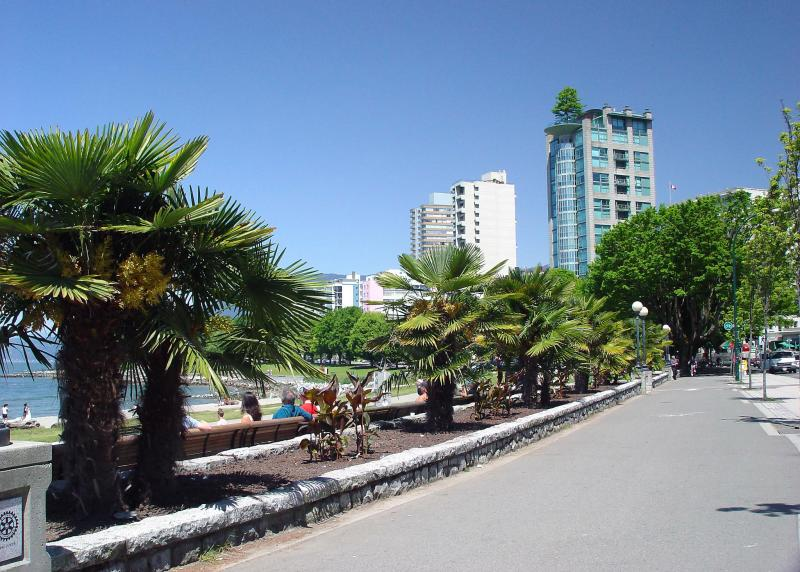
Les palmiers situés près de la baie des Anglais montrent que la cité possède un climat tempéré comparé au reste du Canada.

| Mois                                                | jan.          | fév.          | mars         | avril        | mai          | juin         | jui.         | août         | sep.         | oct.         | nov.          | déc.         | année              |
| --------------------------------------------------- | ------------- | ------------- | ------------ | ------------ | ------------ | ------------ | ------------ | ------------ | ------------ | ------------ | ------------- | ------------ | ------------------ |
| Température minimale moyenne (°C)                   | 1,4           | 1,6           | 3,4          | 5,6          | 8,8          | 11,7         | 13,7         | 13,8         | 10,8         | 7            | 3,5           | 0,8          | 10,9               |
| Température moyenne (°C)                            | 4,1           | 4,9           | 6,9          | 9,4          | 12,8         | 15,7         | 18           | 18           | 14,9         | 10,3         | 6,3           | 6            | 10,9               |
| Température maximale moyenne (°C)                   | 6,9           | 8,2           | 10,3         | 13,2         | 16,7         | 19,6         | 22,2         | 22,2         | 18,9         | 13,5         | 9,2           | 6,3          | 13,9               |
| Record de froid (°C) date du record                 | −17,8 1950/14 | −16,1 1950/01 | −9,4 1951/10 | −3,3 1951/19 | 0,6 1954/01  | 3,9 1976/01  | 6,7 1949/02  | 3,9 1910/24  | −1,1 1908/24 | −6,1 1935/31 | −14,3 1985/27 | −17,8 1968/2 | −17,8 1950 et 1968 |
| Record de chaleur (°C) date du record               | 15,3 1981/20  | 18,4 1986/27  | 20 1941/30   | 26,1 1934/20 | 30,4 1983/29 | 49,6 2021/21 | 35 2009/30   | 33,3 1960/09 | 30 1944/11   | 25 1934/09   | 20,1 2016/08  | 15 1939/05   | 34,4 2009          |
| Ensoleillement (h)                                  | 60,1          | 91            | 134,8        | 185          | 222,5        | 226,9        | 289,8        | 277,1        | 212,8        | 120,7        | 60,4          | 56,5         | 1 937,5            |
| Record de vent sur 10 minutes (km/h) date du record | 78 2007/09    | 89 1960/20    | 77 1975/30   | 78 2010/08   | 61 1982/25   | 52 1979/06   | 54 2004/07   | 50 2002/14   | 65 2005/09   | 82 2003/28   | 89 1961/01    | 82 2001/14   | 89 1961            |
| Record de vent (km/h) date du record                | 113 2007/06   | 119 1961/21   | 108 1975/30  | 100 1961/03  | 90 1955/07   | 70 1992/02   | 71 1960/07   | 85 1980/17   | 91 1999/25   | 126 1962/13  | 129 1957/25   | 100 1957/23  | 129 1957           |
| Précipitations (mm)                                 | 168,4         | 104,6         | 113,9        | 88,5         | 65           | 53,8         | 35,6         | 36,7         | 50,9         | 120,8        | 188,9         | 161,9        | 1 189              |
| dont pluie (mm)                                     | 157,5         | 98,9          | 111,8        | 88,1         | 65           | 53,8         | 35,6         | 36,7         | 50,9         | 120,7        | 185,8         | 148,3        | 1 152,8            |
| dont neige (cm)                                     | 11,1          | 6,3           | 2,3          | 0,3          | 0            | 0            | 0            | 0            | 0            | 0,1          | 3,2           | 14,8         | 38,1               |
| Record de pluie en 24 h (mm) date du record         | 68,3 1968/18  | 64,2 1982/13  | 49,3 1974/09 | 44,5 1946/10 | 35,2 1998/27 | 47,6 1992/29 | 45,2 1972/12 | 55,8 2010/31 | 91,6 2004/18 | 85 2003/16   | 65 1989/03    | 89,4 1972/25 | 91,6 2004          |
| Record de neige en 24 h (cm) date du record         | 29,7 1971/13  | 28,6 1990/15  | 25,9 1962/02 | 3,8 1981/12  | 0 1937/01    | 0 1937/01    | 0 1937/01    | 0 1937/01    | 0 1937/01    | 2 1991/28    | 22,1 1975/30  | 41 1996/29   | 41 1996            |
| Nombre de jours avec précipitations                 | 18,4          | 14,7          | 17,5         | 14,8         | 13,2         | 11,5         | 6,3          | 6,7          | 8,3          | 15,4         | 19,9          | 18,9         | 165                |
| dont nombre de jours avec précipitations ≥ 5 mm     | 9,8           | 6,5           | 7,5          | 6,4          | 4,5          | 3,4          | 2,4          | 2,4          | 3,4          | 7,5          | 11,2          | 9,5          | 74,6               |
| Humidité relative (%)                               | 81,2          | 74,5          | 70,1         | 65,4         | 63,5         | 62,2         | 61,4         | 61,8         | 67,2         | 75,6         | 79,5          | 80,9         | 70,3               |
| Nombre de jours avec neige                          | 2,6           | 1,4           | 0,9          | 0,17         | 0            | 0            | 0            | 0            | 0            | 0,03         | 0,8           | 2,8          | 8,7                |
| Nombre de jours avec grêle                          | 0             | 0             | 0            | 0            | 0            | 0            | 0            | 0            | 0            | 0            | 0             | 0            | 0                  |
| Nombre de jours d'orage                             | 0             | 0             | 0            | 2            | 5            | 4            | 5            | 4            | 4            | 1            | 0             | 0            | 25                 |
| Nombre de jours avec brouillard                     | 2             | 0             | 1            | 1            | 2            | 0            | 0            | 0            | 1            | 1            | 2             | 1            | 11                 |

| Diagramme climatique                                  |             |              |             |           |              |              |              |              |            |             |             |
| J                                                     | F           | M            | A           | M         | J            | J            | A            | S            | O          | N           | D           |
| 6,91,4168,4                                           | 8,21,6104,6 | 10,33,4113,9 | 13,25,688,5 | 16,78,865 | 19,611,753,8 | 22,213,735,6 | 22,213,836,7 | 18,910,850,9 | 13,57120,8 | 9,23,5188,9 | 6,30,8161,9 |
| Moyennes : • Temp. maxi et mini °C • Précipitation mm |             |              |             |           |              |              |              |              |            |             |             |

Vancouver est une des cités les plus douces du Canada en hiver. Son climat est tempéré et est habituellement considéré comme océanique (code Cfb dans la classification de Köppen), même s'il est possible d'attribuer le code Csb (climat supra-méditerranéen) aux quartiers du sud, moins irrigués en été. Cependant, les températures de l'intérieur des terres sont habituellement beaucoup plus élevées durant l'été, ce qui fait de Vancouver l'aire métropolitaine majeure du Canada présentant la moyenne de températures la plus froide en été. Les mois d'été sont habituellement secs avec un seul jour de précipitations sur cinq pendant les mois de juillet et août. Par contraste, des précipitations tombent durant la moitié des jours de novembre à mars.
Vancouver est également une des grandes villes canadiennes les plus humides, même si les précipitations varient selon la localisation dans l'aire métropolitaine. Ainsi, la moyenne des précipitations annuelles sur l'aéroport international de Vancouver à Richmond est de 1 189 mm, à comparer avec les 1 588 mm de la zone du centre-ville (downtown) et les 2 044 mm de Vancouver Nord,. Les températures diurnes maximales avoisinent les 22 °C en juillet et en août, et les pics atteignent rarement 30 °C.
La plus haute température enregistrée à l'aéroport fut de 34,4 °C le 30 juillet 2009, tandis que la plus élevée à l'intérieur de la cité fut de 35,0 °C d'abord le 31 juillet 1965, de nouveau le 8 août 1981, et enfin le 29 mai 1983.
Il neige en moyenne onze jours par an, trois d'entre eux recevant 6 cm ou plus. Il tombe en moyenne 38,1 cm de neige par an, mais celle-ci ne reste en général pas longtemps au sol.
Les hivers dans le Grand Vancouver sont les quatrièmes les plus doux des villes canadiennes après Victoria, Nanaimo et Duncan, toutes situées sur l'île de Vancouver. La saison estivale dure en moyenne 237 jours à Vancouver, du 18 mars au 10 novembre. La USDA Plant Hardiness Zone 1981-2010 de Vancouver varie de 8A à 9A selon l'altitude et la proximité avec l’eau.

### Paysage urbain

#### Urbanisme

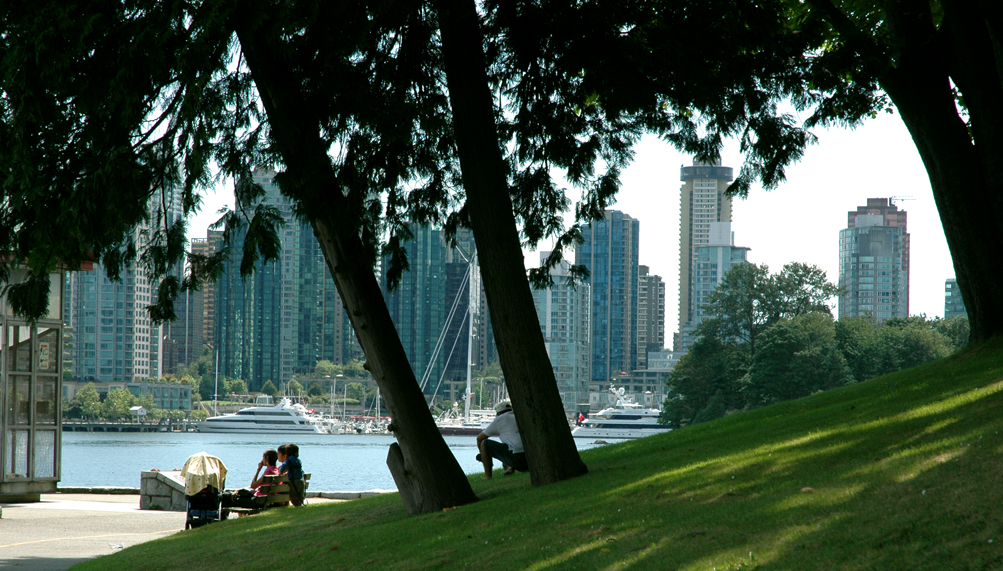
Le Seawall de Vancouver dans le Parc Stanley.

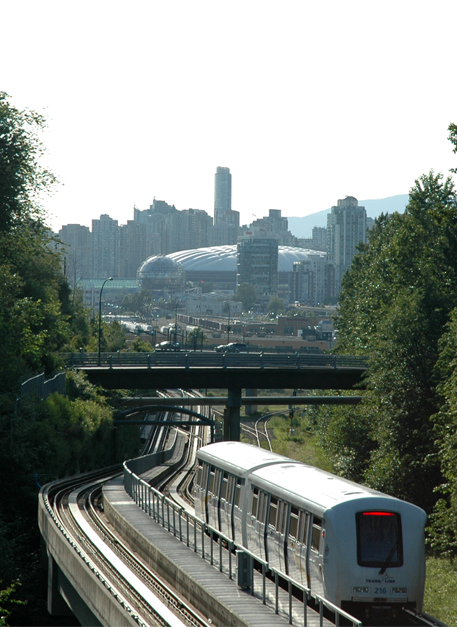
Le SkyTrain se dirigeant vers le centre-ville.

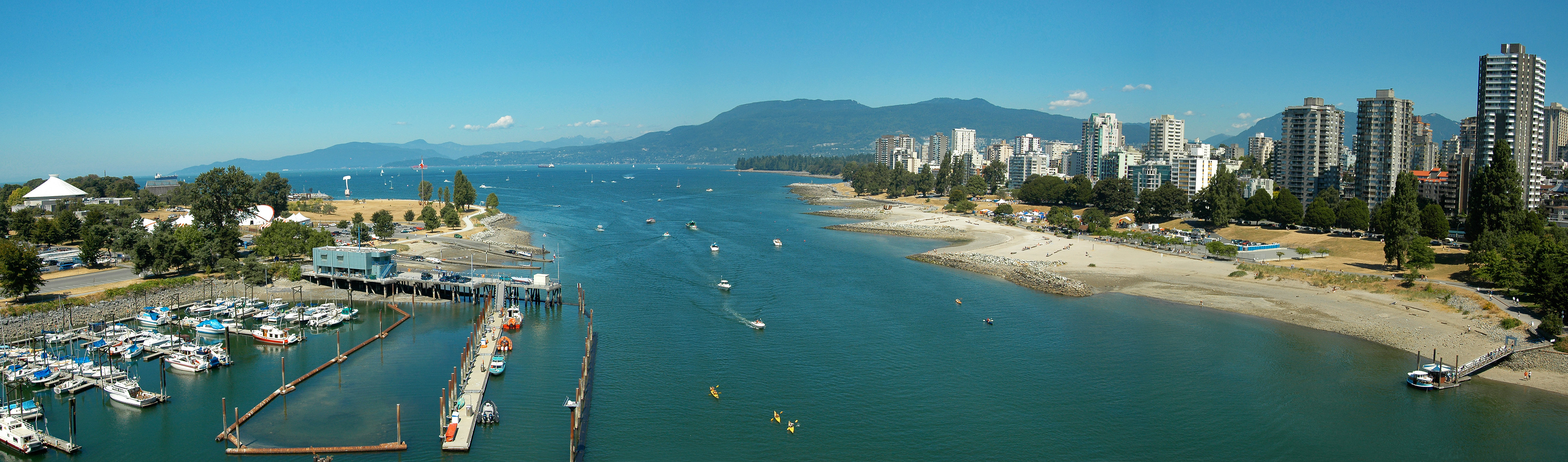
Vue sur la baie des Anglais depuis le pont Burrard.

Selon le recensement de 2011, Vancouver est la cité la plus densément peuplée du Canada. La planification urbaine à Vancouver est caractérisée par un développement de gratte-ciels résidentiels ou à usage mixte dans les centres urbains, méthode alternative à l'étalement urbain. Cette approche est apparue à la fin des années 1950, lorsque les urbanistes commencèrent à encourager la construction de hautes tours résidentielles dans le quartier West End, sujet aux strictes exigences de reculs et d'espaces ouverts pour protéger les lignes de visibilité et préserver les espaces verts. Le succès de ces quartiers denses mais vivables conduisit au redéveloppement de sites industriels comme ceux de North False Creek and Coal Harbour à partir du milieu des années 1980. Le résultat donne un cœur urbain dense qui a acquis une réputation internationale pour « son haut taux d'équipement et son développement « vivable ». Plus récemment, la cité débattit autour de l'« écodensité » où la densité, la conception et l'utilisation du sol peuvent contribuer à la soutenabilité environnementale, à l'abordabilité et à l'habitabilité. En tant que partie de la région plus vaste du district régional du Grand Vancouver, son urbanisme est influencé dans le sens de la politique d'habitabilité illustrée par le Livable Region Strategic Plan.

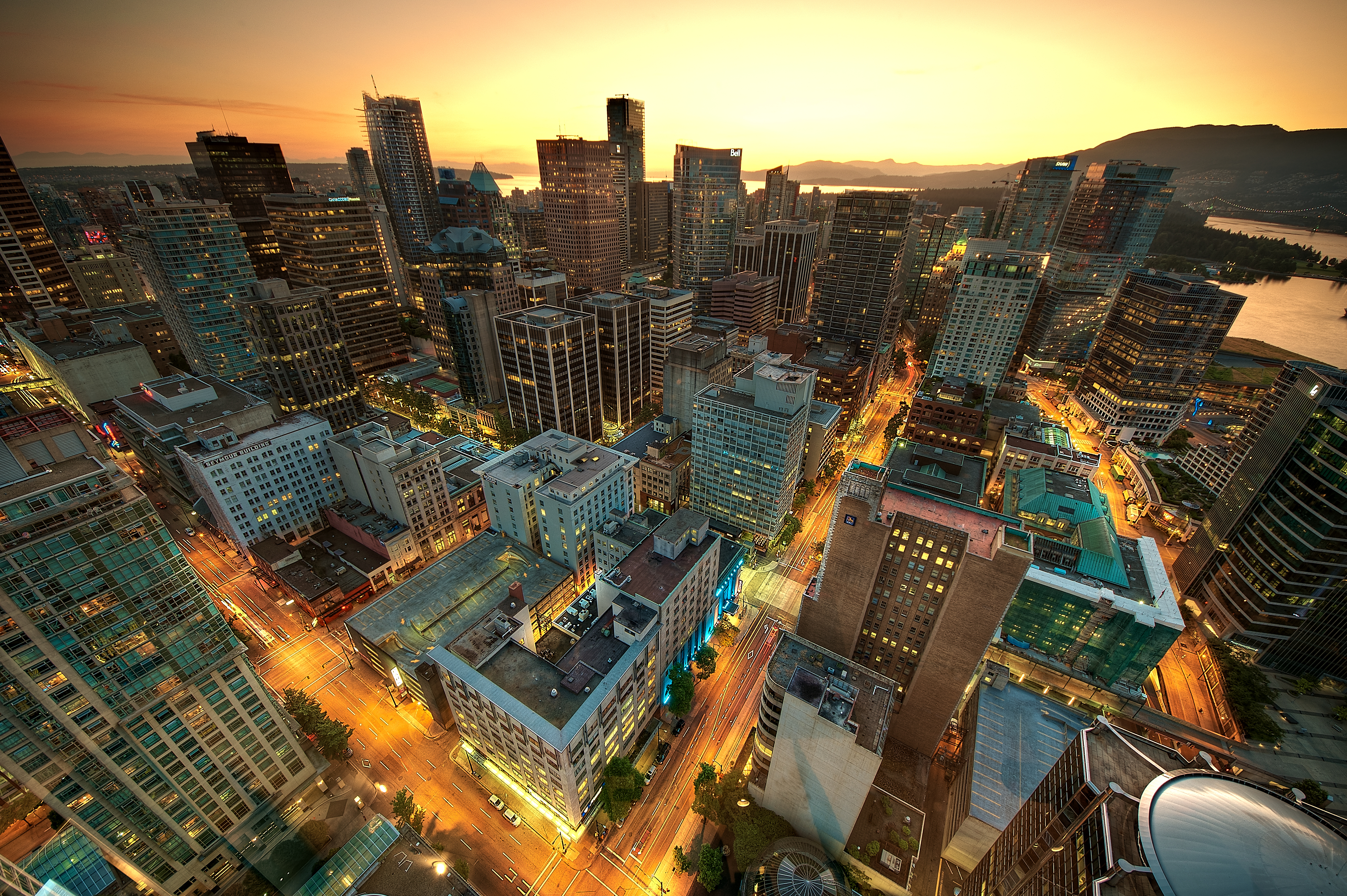
Centre-ville vu depuis le Harbour Centre.

Vancouver a été classée comme l'une des villes les plus agréables à vivre au monde pendant plus d'une décennie. En 2010, la cité avait la 4e meilleure qualité de vie de toutes les grandes villes. Selon le magazine Forbes, en revanche, Vancouver possède en 2007 le 6e marché immobilier le plus cher au monde et le second en Amérique du Nord après Los Angeles. Vancouver est aussi classée comme une des grandes villes du Canada où le coût de la vie est le plus élevé,. Toujours selon Forbes, la cité est la dixième la plus propre au monde.

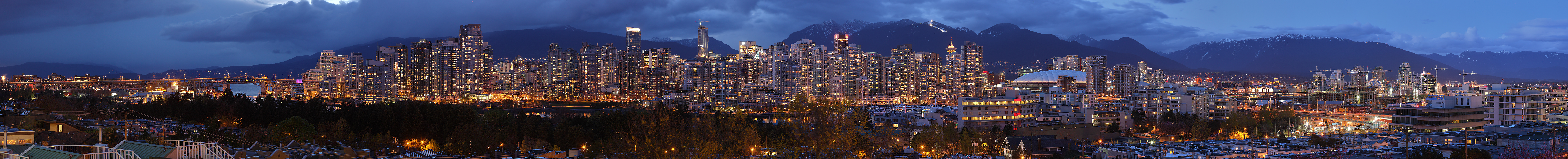
Panorama de Vancouver orienté vers le nord depuis les environs de West Broadway et Oak Street. Sur la gauche, superposition des ponts Granville Street Bridge sur Burrard Bridge.

#### Architecture

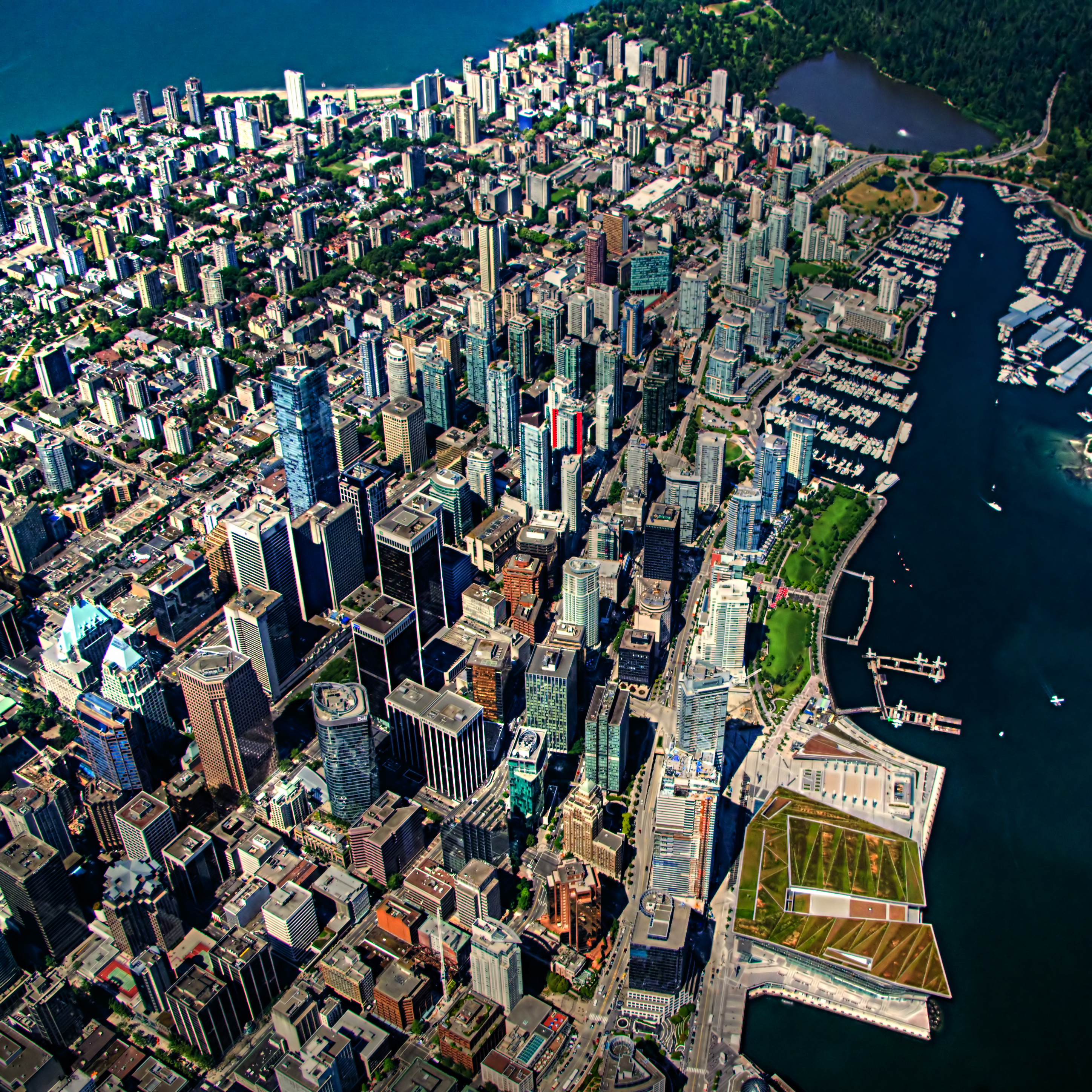
Vue aérienne de Downtown Vancouver.

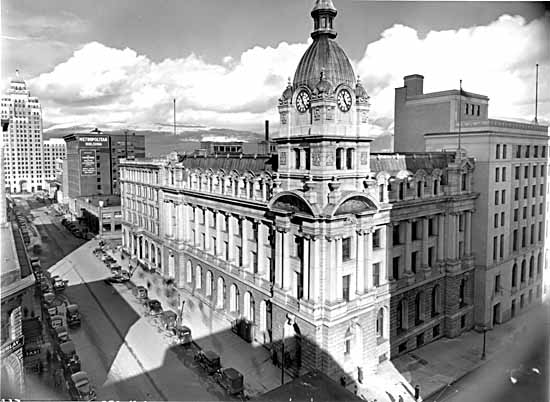
Le Bureau de Poste de Vancouver en 1937, maintenant partie du Sinclair Centre.

La Galerie d'art de Vancouver est hébergée en centre-ville dans l'ancien palais de justice de style néo-classique construit en 1906. Les plans du bâtiment furent dessinés par Francis Rattenbury (en), qui a aussi conçu les Bâtiments du Parlement de Colombie-Britannique, l'Empress Hotel à Victoria, ainsi que le second et richement décoré Hôtel Vancouver.
The Fairmont Hotel Vancouver est le troisième du nom. Il ouvrit ses portes en 1939, et est doté de 556 chambres ainsi que d'un toit de cuivre oxydé. La Cathédrale de l'Église du Christ ouvrit en face de l'hôtel en 1894 et fut classée monument historique en 1976. La cathédrale catholique, quant à elle, se trouve quelques rues plus à l'est. La First Baptist Church of Vancouver est située dans le West End.

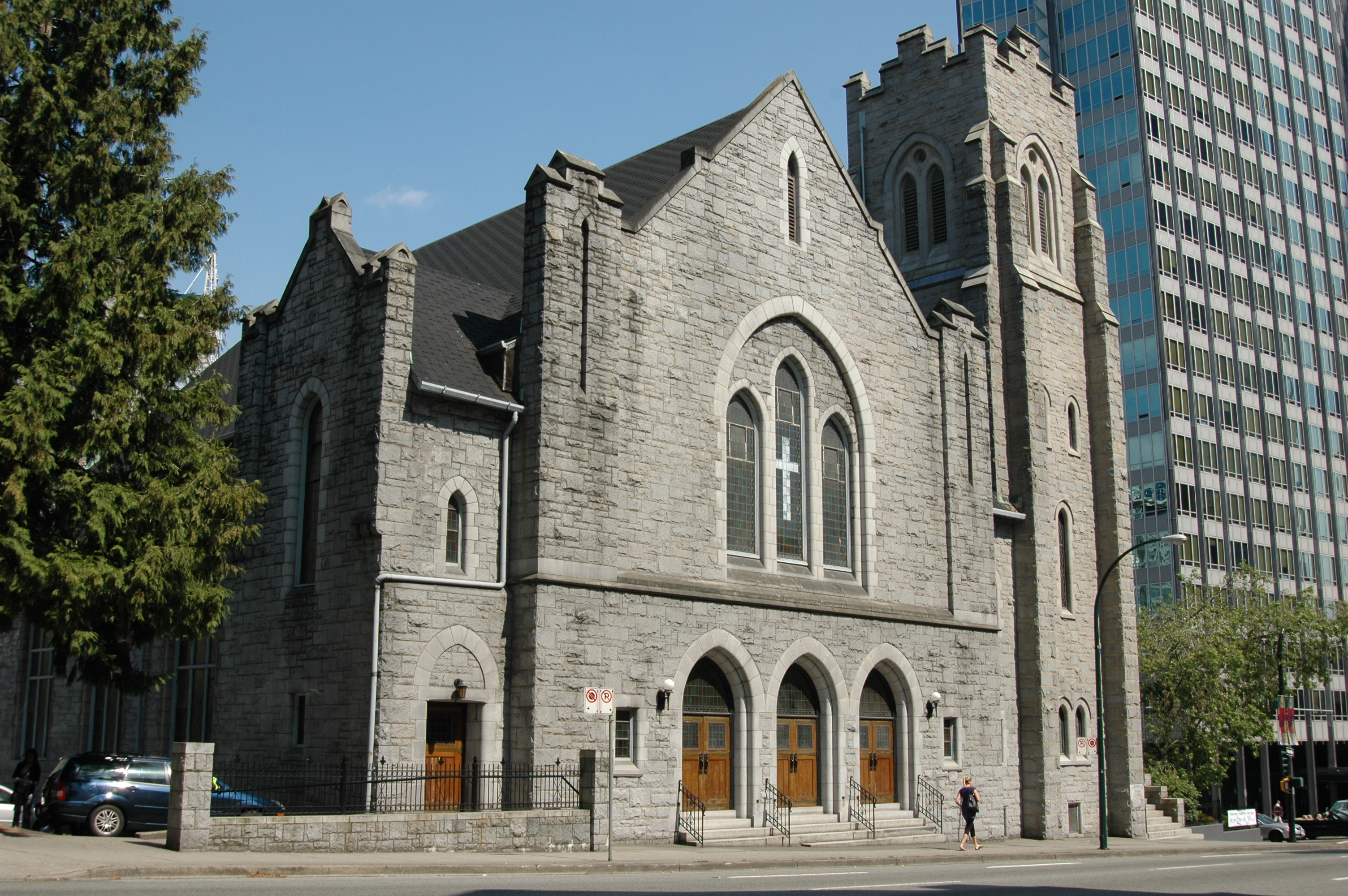
Bâtiment de First Baptist Church of Vancouver, affiliée à Canadian Baptists of Western Canada, une région des Ministères baptistes canadiens, en 2008, à West End, Vancouver, Canada.

On trouve de nombreux bâtiments modernes dans le centre-ville dont le Harbour Centre, les actuels tribunaux de Vancouver (en) ainsi qu'une place périphérique connue sous le nom de Robson Square (en) (dessinée par Arthur Erickson), la Bibliothèque publique de Vancouver (dessinée par Moshe Safdie et DA Architects (en)), évoquant le Colisée de Rome, et le redéveloppement du Woodward's Building (en) récemment terminé (dessiné par Gregory Henriquez (en)).
Le bâtiment de l'ancien quartier général de BC Hydro (dessiné par Ron Thom (en) et Ned Pratt), au niveau des rues Nelson et Burrard, est une tour moderniste aujourd'hui reconvertie en la copropriété Electra. Un autre bâtiment notoire est celui en « gaufres de béton » du MacMillan Bloedel (en) au coin est de l'intersection des rues Georgia et Thurlow.
Le bâtiment Canada Place (dessiné par Zeidler Roberts (en), MCMP et DA Architects (en)), en forme de tente, est une addition remarquable au paysage de Vancouver et correspond au Pavillon du Canada de l'Exposition spécialisée de 1986, ce qui inclut une partie du Centre de conférence, l'hôtel Pan Pacific Vancouver (en) et un terminal pour navires de croisière. Deux bâtiments modernes qui définissent la limite sud de la ligne d'horizon (skyline) hors de la zone du centre-ville sont l'Hôtel de ville de Vancouver (en) et le Pavillon du Centenaire (Centennial Pavilion) de l'Hôpital général de Vancouver (en), dessinés respectivement par Townley (en) et Matheson en 1936 et 1958,.
Un ensemble de bâtiments édouardiens dans le centre ancien de la cité comprenait en son temps les plus hauts bâtiments commerciaux de l'Empire britannique. Parmi eux se trouvaient, dans l'ordre, le Carter-Cotton Building (ancien siège du journal The Vancouver Province), le Dominion Building (en) (1907) et la Sun Tower (en) (1911), les deux premiers se trouvant sur Cambie et Hastings Streets (en) et le dernier sur Beatty et Pender Streets.
Le Marine Building, de style Art déco, détrôna finalement la coupole de la Sun Tower dans les années 1920 en tant que plus haut bâtiment commercial de l'Empire britannique. Le Marine Building est connu pour ses revêtements de carreaux de céramique élaborés ainsi que ses portes et ascenseurs en laiton plaqué or, en faisant un endroit privilégié pour les prises de vues des films. Les plus hauts gratte-ciel de Vancouver sont actuellement le Living Shangri-La avec ses 201 m de haut et ses 62 étages. Le deuxième plus grand bâtiment de Vancouver est le Private Residences de l'Hôtel Georgia (en) à 156 m. Le troisième est le One Wall Centre avec ses 150 m de haut et 48 étages, suivi de près par la Shaw Tower à 149 m.

## Démographie
Selon le recensement de Statistique Canada de 2001, la proportion de Vancouverois nés à l'étranger monte à 37,5 %, conférant à Vancouver le troisième rang en Amérique septentrionale derrière Toronto (43,7 %) et Miami (40,2 %). En comparaison, la proportion d'immigrants à New York est de 36 % et celle de Montréal est de 18,4 %. Vancouver se place également au sommet des régions canadiennes pour la proportion des minorités visibles en 2001, avec un pourcentage de 40 %. Entre 1981 et 1996, selon les statistiques de la Colombie-Britannique, 86,4 % des immigrants de Vancouver en provenance de l'étranger venaient du continent asiatique et seulement 3,5 % du continent européen. Selon le recensement du Canada en 2001, 34 % de la région métropolitaine de Vancouver est asiatique. Dans ce nombre, 17,9 % viennent de Chine, 7,22 % de l'est de l'Inde et 3,13 % des Philippines. En comparaison, la proportion de la population asiatique à Montréal se chiffre à 6,89 %. En 2010, l'agglomération de Vancouver compte la moitié de sa population d'origine asiatique. L'influence asiatique est omniprésente à Vancouver dans tous les secteurs économiques. Selon un article paru sur le site de RCI dans le cadre du mois du patrimoine asiatique, les liens que la cité possède avec les autres pays du Pacifique permettent à Vancouver d'être la cité canadienne pour qui la dépendance économique envers les États-Unis est la plus faible. Le quartier chinois a pratiquement l'âge de la ville, a considérablement augmenté depuis les années 1970 et figure désormais parmi les trois premiers en termes d'importance.
Vancouver est une ville multiethnique. Elle possède le troisième quartier chinois en importance en Amérique septentrionale (après ceux de New York et de San Francisco). Cependant, la plupart de cette vaste population chinoise se trouve hors de ce quartier. Richmond est un secteur de l'agglomération prisé par les Chinois. Le quartier Pendjabi est celui des vendeurs de tissus au centre de la rue Main. Cependant c'est dans la cité de Surrey – dans la banlieue de Vancouver – que la plupart résident. Avant la restitution de Hong Kong à la Chine par le Royaume-Uni, beaucoup de ses habitants ont élu domicile à Vancouver. La ville a d'ailleurs un surnom, Hongcouver, basé sur un jeu de mots que même Radio-Canada a repris dans un de ses articles.
Avec 631 486 habitants selon le recensement du Canada de 2016, elle est la huitième plus grande municipalité canadienne.  Vancouver est une des villes les plus cosmopolites du Canada, 52 % des résidents ont une autre langue maternelle que l'anglais. La superficie de Vancouver est de 114,97 km2, donnant une densité de population de 5 493 habitants au kilomètre carré, faisant d'elle la municipalité canadienne la plus densément peuplée et la quatrième en Amérique du Nord, après New York, San Francisco et Mexico. Elle est la vingt-troisième ville la plus peuplée d'Amérique du Nord.

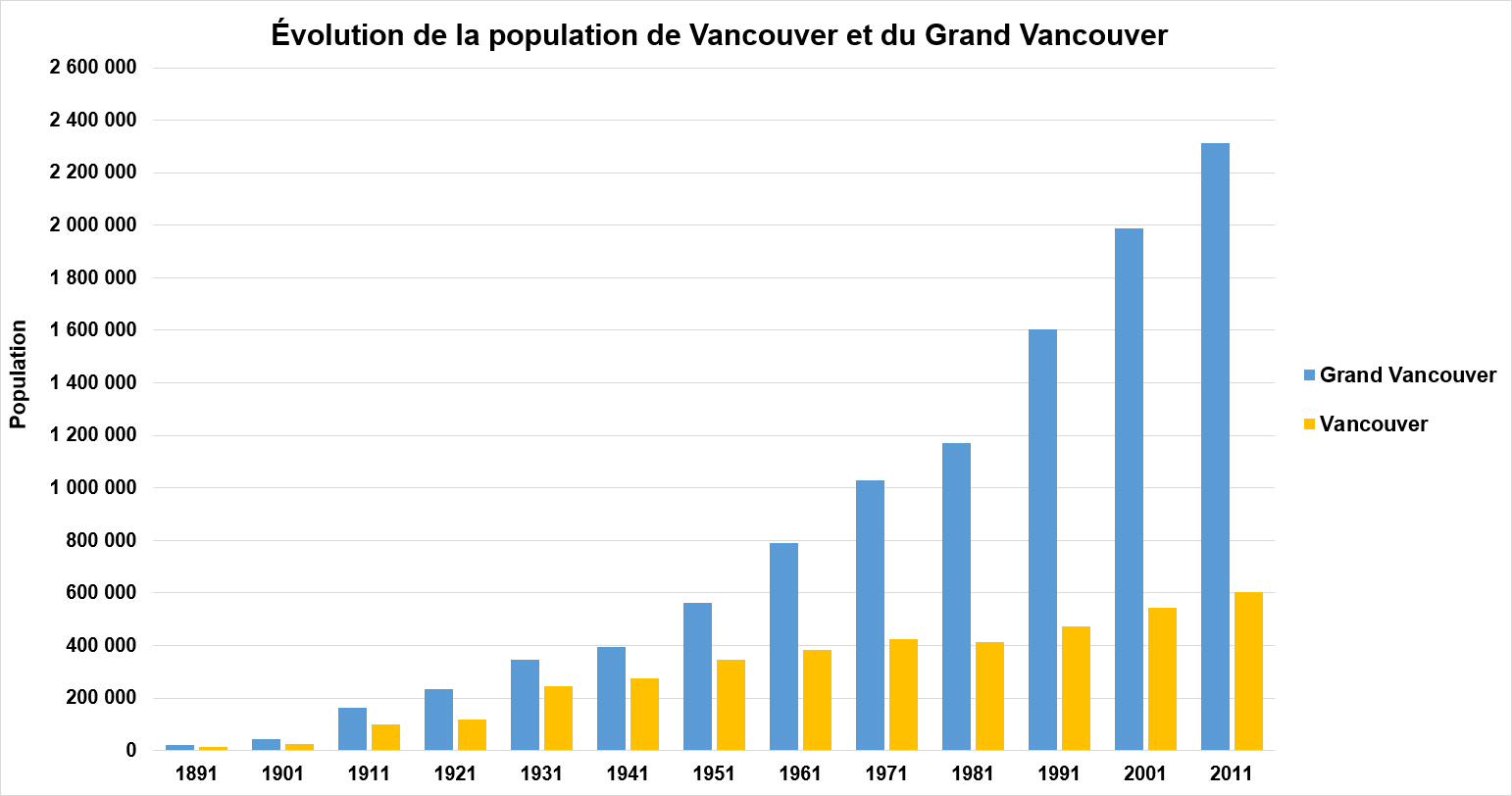
Accroissement de la population, de 1891 à 2011 (cliquez pour agrandir).

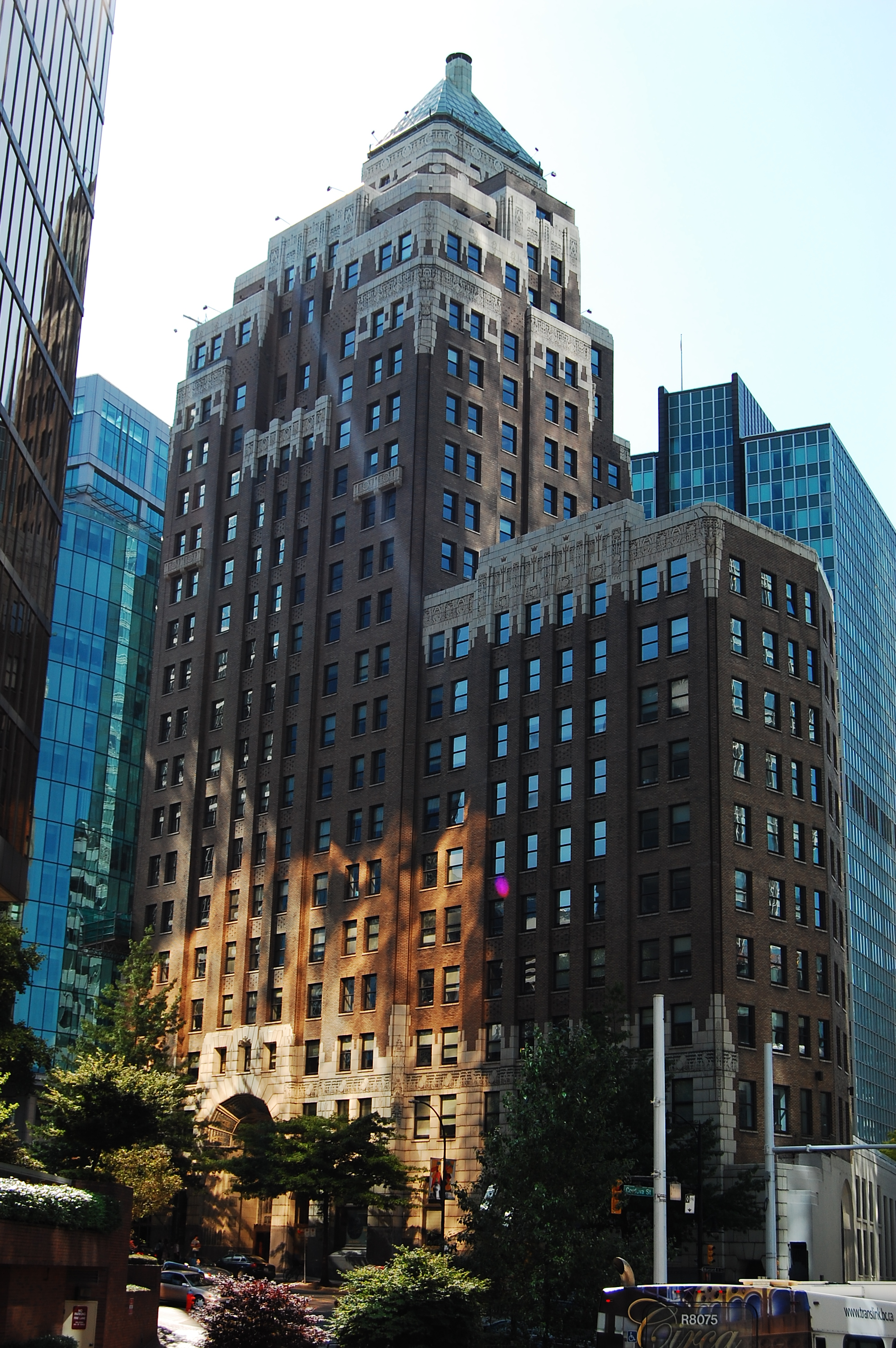
Le Marine Building, bâti en 1929, un exemple d'architecture art déco architecture de l'époque.

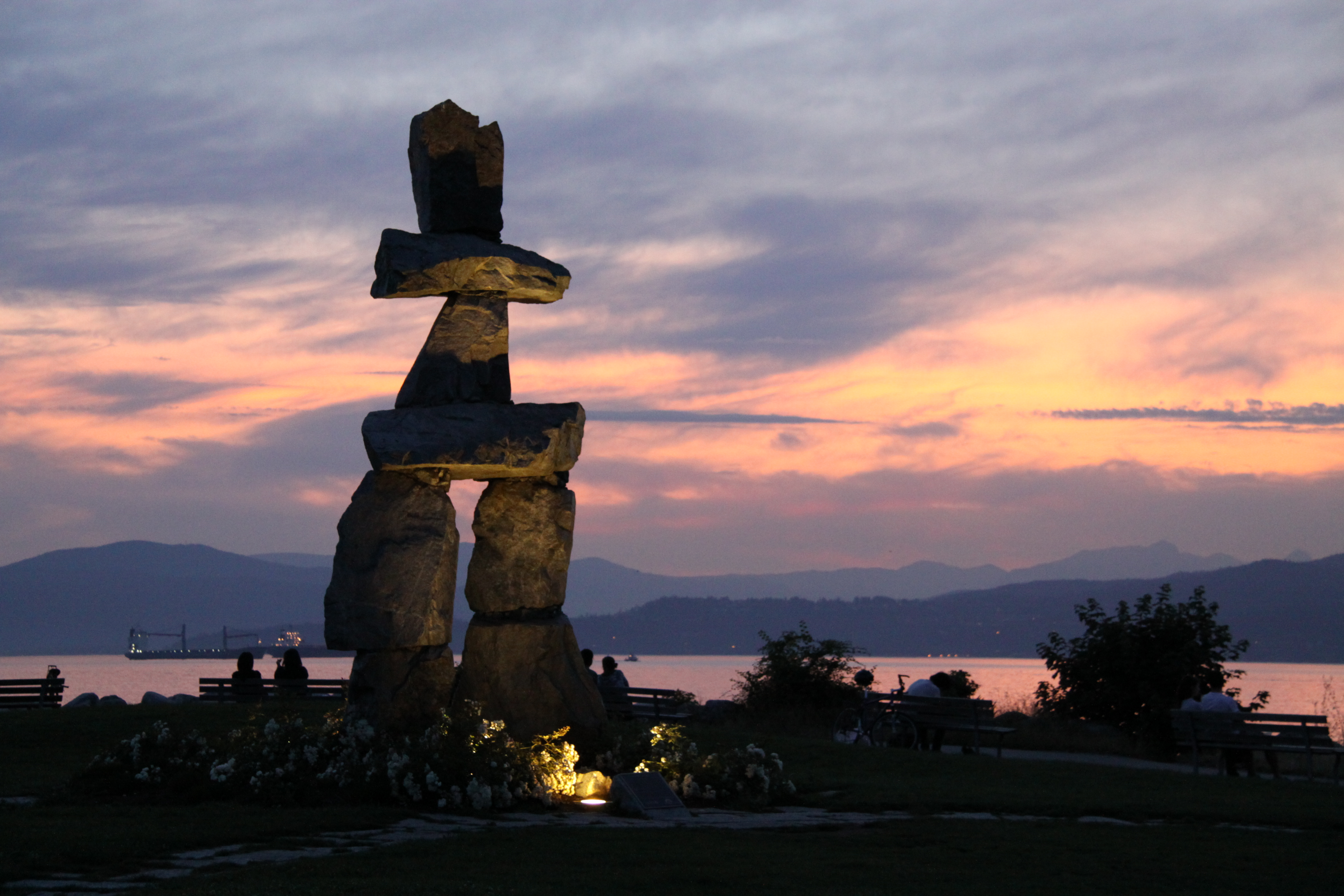
Coucher de soleil sur un Inuksuk, baie des Anglais.

| Année | Vancouver | Agglomération |
| ----- | --------- | ------------- |
| 1891  | 13 709    | 21 887        |
| 1901  | 26 133    | 42 926        |
| 1911  | 100 401   | 164 020       |
| 1921  | 117 217   | 232 597       |
| 1931  | 246 593   | 347 709       |
| 1941  | 275 353   | 393 898       |
| 1951  | 344 833   | 562 462       |
| 1956  | 365 444   | 665 564       |
| 1961  | 384 522   | 790 741       |
| 1966  | 410 375   | 892 853       |

| Année | Vancouver | Agglomération |
| ----- | --------- | ------------- |
| 1971  | 426 256   | 1 028 334     |
| 1976  | 410 188   | 1 085 242     |
| 1981  | 414 281   | 1 169 831     |
| 1986  | 431 147   | 1 266 152     |
| 1991  | 471 644   | 1 600 590     |
| 1996  | 514 008   | 1 652 665     |
| 2001  | 545 671   | 1 986 965     |
| 2006  | 595 041   | 2 116 581     |
| 2011  | 603 502   | 2 313 328     |
| 2016  | 631 486   | 2 463 431     |

| Recensement de 2016                           | Recensement de 2016                           | Population | % de la population totale |
| --------------------------------------------- | --------------------------------------------- | ---------- | ------------------------- |
| Minorité visible                              | Asie du Sud                                   | 37 130     | 5,88                      |
| Minorité visible                              | Chinois                                       | 167 180    | 26,47                     |
| Minorité visible                              | Noirs                                         | 6 345      | 1,00                      |
| Minorité visible                              | Philippins                                    | 36 460     | 5,77                      |
| Minorité visible                              | Latinos                                       | 10 935     | 1,73                      |
| Minorité visible                              | Arabes                                        | 2 965      | 0,47                      |
| Minorité visible                              | Asie du Sud-Est                               | 17 120     | 2,71                      |
| Minorité visible                              | Asie de l'Ouest                               | 8 630      | 1,37                      |
| Minorité visible                              | Coréens                                       | 9 360      | 1,48                      |
| Minorité visible                              | Japonais                                      | 10 315     | 1,63                      |
| Minorité visible                              | Autre minorité visible                        | 1 500      | 0,24                      |
| Minorité visible                              | Minorité visible métissée                     | 11 070     | 1,75                      |
| Total de la population des minorités visibles | Total de la population des minorités visibles | 319 010    | 50,52                     |
| Autochtones                                   | Premières Nations                             | 8 930      | 1,41                      |
| Autochtones                                   | Métis                                         | 4 405      | 0,70                      |
| Autochtones                                   | Inuits                                        | 105        | 0,02                      |
| Total population autochtone                   | Total population autochtone                   | 13 905     | 2,20                      |
| Canadien européen                             | Canadien européen                             | 298 571    | 47,28                     |
| Total population                              | Total population                              | 631 486    | 100,00                    |

## Économie

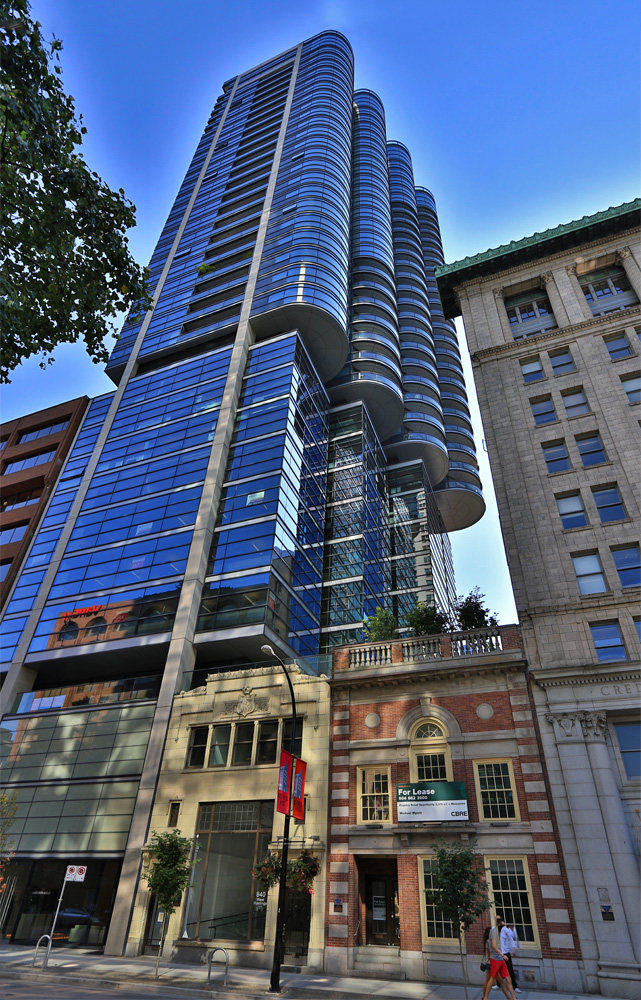
Norman Foster a dessiné l'immeuble Jameson House, situé dans le centre-ville de Vancouver.

Localisée sur le pourtour du Pacifique et au terminus ouest de la route transcanadienne et des routes ferroviaires, Vancouver est un des plus grands centres industriels du Canada et constitue une route commerciale majeure,,. Le port Metro Vancouver, le plus grand et le plus diversifié du pays, génère en 2013 plus de 172 milliards de dollars canadiens par an grâce à ses échanges avec plus de 160 pays. Les activités portuaires génèrent 9,7 milliards de dollars de PIB et 20,3 milliards de dollars de production économique. La cité est également le siège de compagnies de la foresterie et minières. Ces dernières années, Vancouver est de plus en plus devenue un centre important du développement de logiciel, de la biotechnologie, de l'aérospatiale, du développement de jeux vidéo, des studios d'animation, ainsi que d'une vibrante production télévisée et une industrie du film,,,,,.
La situation paysagère de Vancouver en fait une destination touristique majeure. On compte parmi les endroits très touristiques le parc Stanley, Queen Elizabeth Park, le jardin botanique VanDusen (en), ainsi que les montagnes, l'océan, la forêt et les parcs naturels qui entourent la cité. Chaque année, des millions de personnes passent à Vancouver sur des bateaux de croisière, souvent sur la route de l'Alaska.
Vancouver est la grande ville la plus chère sur l'échelle d'abordabilité de l’habitat au Canada (en). En 2012, Vancouver a été désignée par Demographia comme la deuxième cité la plus inabordable au monde et même encore plus inabordable en 2012 qu'en 2011,. La cité a adopté différentes stratégies pour réduire les coûts d'hébergement, notamment avec l'habitat coopératif, la légalisation des suites secondaires, une densité accrue et le concept de croissante intelligente (en). En avril 2010, la maison classique à deux niveaux se vendait à Vancouver pour un record de 987 500 $CA, à comparer avec la moyenne canadienne de 365 141 $CA.
Depuis le développement des copropriétés de grande hauteur dans les années 1990, la péninsule du centre-ville a été partiellement financée par un afflux de capitaux provenant des immigrants de Hong Kong à la suite de la rétrocession de l'ancienne colonie à la Chine en 1997. Ce développement s'est concentré au niveau des districts de Yaletown (en) et Coal Harbour (en) et autour des nombreuses stations de SkyTrain à l'est du centre-ville. La sélection de la cité pour co-accueillir les jeux olympiques d'hiver de 2010 a eu une influence majeure sur son développement économique. Le fait que le problème croissant des sans-abris de la cité pourrait être exacerbé par les jeux fut à l'époque un sujet de préoccupation car de nombreux hôtels à chambres d'une personne hébergeant des résidents à faibles revenus de la cité ont converti leurs propriétés pour attirer des clients et des touristes avec plus de revenus. L'exposition internationale de 1986, un autre grand événement international qui s'est tenu à Vancouver, reçut plus de 20 millions de visiteurs et apporta 3,7 millions de $CA à l'économie canadienne. Certaines infrastructures construites pour l’exposition sont devenues des points de repère de la cité, comme le système de transports en commun SkyTrain et Canada Place.

## Politique et administration

### Administration municipale
Vancouver, contrairement aux autres municipalités de Colombie-Britannique, est incorporée sous la Charte de Vancouver. Cette législation, votée en 1953, supplante le Vancouver Incorporation Act, 1921 et accorde à la cité des pouvoirs différents et plus nombreux que ce que les autres communautés possèdent grâce au Municipalities Act de Colombie-Britannique.
La ville est administrée par un maire et conseil municipal (en) de onze membres, une commission scolaire de neuf membres, et une commission des parcs (en) de sept membres, tous élus pour un mandat de quatre ans. Fait inhabituel pour une cité de sa taille, toutes les élections municipales ont lieu de façon at-large.
Le conseil municipal a été dominé par l'Association non-partisane (en) (NPA) de centre-droit depuis la Seconde Guerre mondiale, avec cependant quelques intermèdes significatifs du centre-gauche jusqu'en 2008. Le NPA a éclaté en 2002 à la suite de la question sur la politique concernant la drogue, facilitant une victoire écrasante de la Coalition des Électeurs Progressifs (en) (COPE) pour une plate-forme de réduction des risques sanitaires. Par la suite, le seul site légal d'injection de drogues d'Amérique du Nord ouvrit afin de prendre en charge la proportion significative d'utilisateurs d’héroïne par intraveineuse au sein de la cité.
Historiquement, dans tous les niveaux de gouvernement, l'ouest de Vancouver, plus aisé, a voté pour des lignes plus conservatrices ou libérales que l'est, qui a voté pour des tendances de gauche. Cela se revérifia au moment des résultats de l'élection provinciale de 2005 et de l'élection fédérale de 2006 (en).

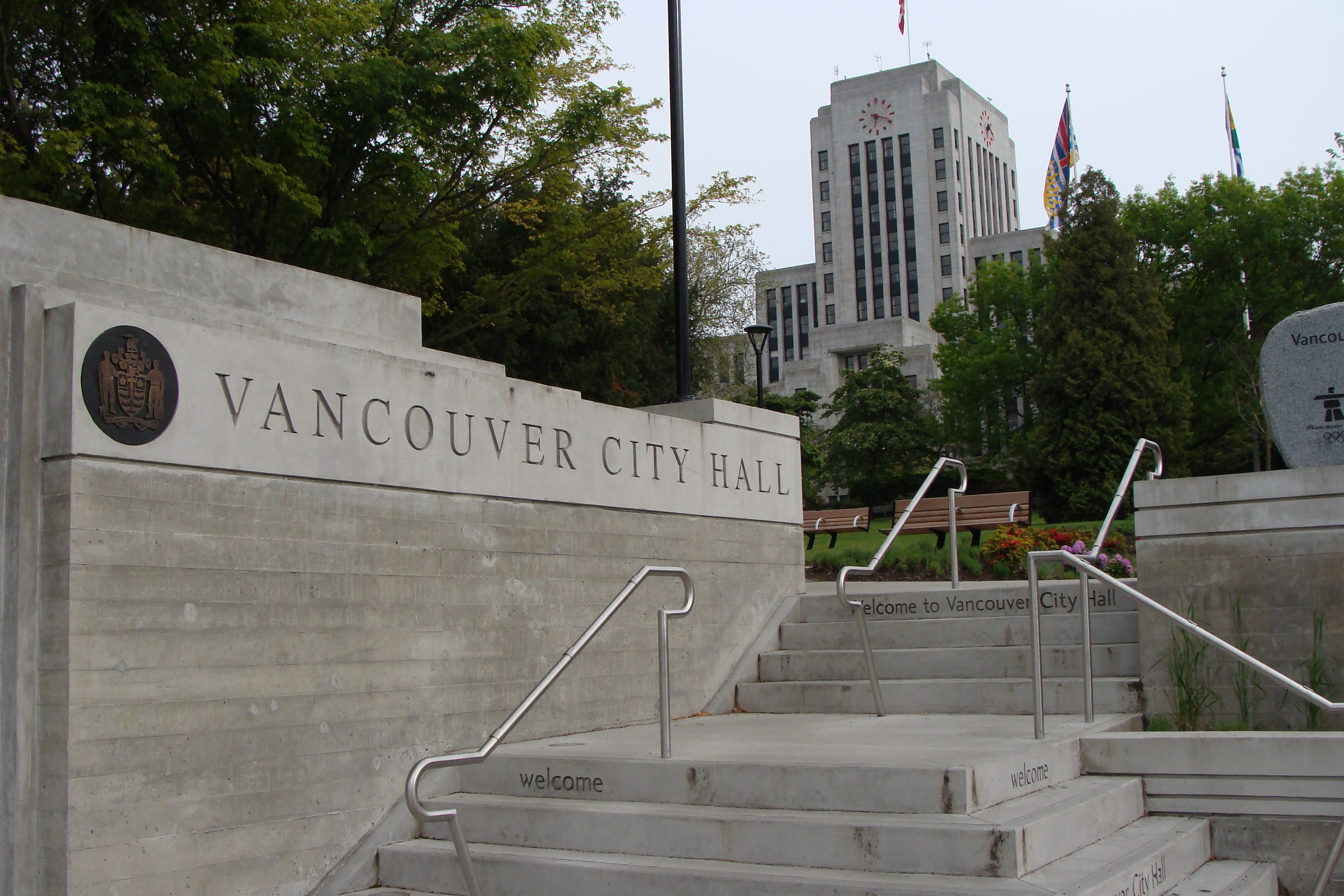
.

Malgré cette polarisation, un consensus politique a émergé à Vancouver autour d'un certain nombre de questions. La protection des parcs urbains, une attention accordée au développement du métro au lieu d'un système de voies rapides, une approche de l'usage de drogues illégales basée sur la réduction de ses risques et une préoccupation générale sur le développement communautaire sont des exemples de politiques qui ont obtenu un soutien large de l'échiquier politique à Vancouver[réf. nécessaire].
Pendant la campagne pour l'élection municipale de 2008, le maire sortant du NPA Sam Sullivan est évincé par sa formation lors d'un vote au profit de Peter Ladner. Gregor Robertson, un ancien parlementaire de Vancouver-Fairview et tête du Happy Planet, concourt alors comme candidat au poste de maire pour le parti Vision Vancouver et bat Ladner avec une marge considérable de presque 20 000 voix. L'équilibre du pouvoir penche alors significativement vers Vision Vancouver, qui obtient sept des 10 sièges de conseiller. Sur les trois restants, la COPE en reçoit deux et le NPA un. Pour la commission des parcs, quatre places vont à Vision Vancouver, un au Parti vert, un à la COPE et un autre au NPA. Pour la commission scolaire, trois sièges reviennent à Vision Vancouver, trois à la COPE et deux au NPA.
Ken Sim est maire de la ville depuis le 7 novembre 2022.

### Politique régionale
Vancouver est une municipalité du district régional du Grand Vancouver, une administration régionale siégeant à Burnaby. Il comprend en tout 22 municipalités, une aire électorale et une Première Nation de traité comprenant Metro Vancouver. Tandis que chaque membre de la Metro Vancouver possède séparément son propre gouvernement local, Metro Vancouver supervise les services communs et les fonctions de planification au sein de la zone comme l’acheminement de l'eau potable, l'exploitation des égouts et de la gestion des déchets solides, la maintenance des parcs régionaux, la surveillance de la qualité de l’air, des gaz à effet de serre, de la santé écologique, et enfin la fourniture d'une stratégie pour la croissance régionale et l'utilisation des terres.

### Représentation provinciale et fédérale
À l'assemblée législative de la Colombie-Britannique, Vancouver est représentée par 11 membres de l'assemblée législative (MLAs). En janvier 2012, six sièges sont tenus par le Parti libéral de la Colombie-Britannique et cinq par le Nouveau Parti démocratique de la Colombie-Britannique.
À la Chambre des communes du Canada, Vancouver est représentée par cinq députés. Aux élections fédérales canadiennes de 2011, le NDP remporta deux sièges (Vancouver-Est et Vancouver Kingsway) tandis que les libéraux en retinrent deux (Vancouver Quadra et Vancouver-Centre), leurs seuls sièges de Colombie-Britannique. Les conservateurs remportèrent Vancouver-Sud, leur première victoire dans la cité depuis 1988[réf. nécessaire].
Lors des élections fédérales canadiennes de 2004, le Parti libéral du Canada avait remporté quatre sièges tandis que le Nouveau Parti démocratique (NPD) en avait remporté un. Aux élections fédérales canadiennes de 2006, tous ces députés furent réélus à l'identique. Mais le 6 février 2006, David Emerson, de Vancouver Kingsway fit défection pour rejoindre le Parti conservateur, donnant ainsi un siège aux conservateurs à Vancouver. À l'élection fédérale de 2008, le NDP prit le siège de Vancouver Kingsway laissé par Emerson, ce qui donna deux sièges au NPD et deux aux libéraux,.

### Maintien de l'ordre et criminalité
Vancouver possède une police municipale disposant d'une force de 1 174 agents assermentés et de 149 millions de $CA en 2005,. Plus de 16 % du budget de la cité a été consacré à la protection policière en 2005.

### Connectivité
La municipalité a déployé l'application "VanConnect" sur téléphone portable en 2015. Elle permet aux citoyens de signaler les anomalies et dysfonctionnements des équipements urbains, d'avoir accès à des informations concernant les services et les espaces publics de la ville, ainsi que de suivre les délibérations du City Council.
Vancouver possède l'un des réseaux WiFi publics les plus développés de l'Amérique du Nord, avec plus de 550 lieux couverts.

### Armée
Le quartier général du 39e Groupe-brigade du Canada de l'armée canadienne à Vancouver se situe dans la zone de Jericho Beach. Les unités de réserve principales comprennent les Seaforth Highlanders of Canada et les British Columbia Regiment (Duke of Connaught's Own), basés respectivement à la Seaforth Armoury et au Beatty Street Drill Hall, et le 15th Field Regiment de l'Artillerie Royale Canadienne (en). L'Unité de la Réserve Navale HMCS Discovery est installée sur Deadman's Island à Stanley Park. RCAF Station Jericho Beach, la première base aérienne de l'Ouest du Canada, a été récupérée par l’Armée canadienne en 1947, quand les avions de la marine sont remplacés par des avions à long rayon d’action. La plupart des installations de la base sont transférées à la cité de Vancouver en 1969 et la zone est renommée « Jericho Park ».

## Éducation

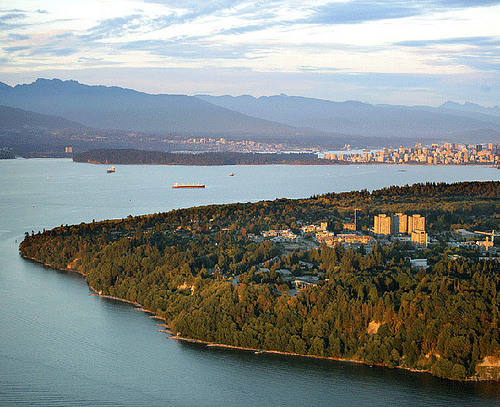
Photographie aérienne de l'université de la Colombie-Britannique.

Le Conseil scolaire de Vancouver a 74 écoles élémentaires, 17 annexes des écoles élémentaires, 18 écoles secondaires, et sept écoles pour adultes.
Le Conseil scolaire francophone de la Colombie-Britannique a des écoles francophones à Vancouver.
L'université de la Colombie-Britannique (UBC) est à l'ouest et l'université Simon Fraser (d'Arthur Erickson) à l'est dans Burnaby. L'Institut de Technologie de Colombie-Britannique (BCIT) et des autres collèges plus petits, comme ceux de Capillano et Langara sont aussi dans la région de Vancouver.
Vancouver étant connue pour être une plate-forme pour l'immigration vers le Canada (notamment depuis l'Asie), de nombreuses « summer schools » y ont vu le jour et accueillent les étudiants désirant améliorer leur anglais. On y trouve aussi des écoles de langues asiatiques, comme l'école de langue japonaise de Vancouver.

Le Conseil scolaire de Vancouver compte plus de 110 000 étudiants inscrits dans des institutions élémentaires, secondaires, et post-secondaires, ce qui en fait le plus important conseil scolaire de la province,. 

## Incendie de Vancouver
Le grand incendie de Vancouver a détruit la majeure partie de la ville nouvellement constituée de Vancouver, en Colombie-Britannique, au Canada, le 13 juin 1886.
Il a commencé par deux incendies de défrichement à l'ouest de la ville. Le premier incendie était assez éloigné du centre-ville et provenait de la campagne, plus précisément au niveau du terminus du chemin de fer Canadien Pacifique. Le deuxième incendie, quant à lui, s'est déclenché dans des friches agricoles au sud-est de Vancouver avant de se déplacer vers l'ouest.
Le grand incendie s'est produit peu de temps après l'incorporation du canton de Granville à la ville de Vancouver.
Les incendies se sont propagés au nord-est de la ville, tuant au moins 21 personnes et détruisant entre 600 à 1 000 bâtiments (les chiffres exacts sont inconnus). La plupart des résidents se sont échappés en fuyant vers la rive de Burrard Inlet ou vers la rive de False Creek. À la suite des efforts communs de la population et des pompiers, la ville de Vancouver a été sauvée et peut continuer de se perpétuer.
Pour la reconstruction, les premiers corps de police a été mis sur pied dès le lendemain. Les premiers bâtiments en brique ont été reconstruits dans les semaines suivantes.
Le premier camion de pompiers étant arrivé sur les lieux de l'incendie a été amené depuis la ville voisine de New Westminster.

## Arts et culture

### Théâtre, danse et cinéma

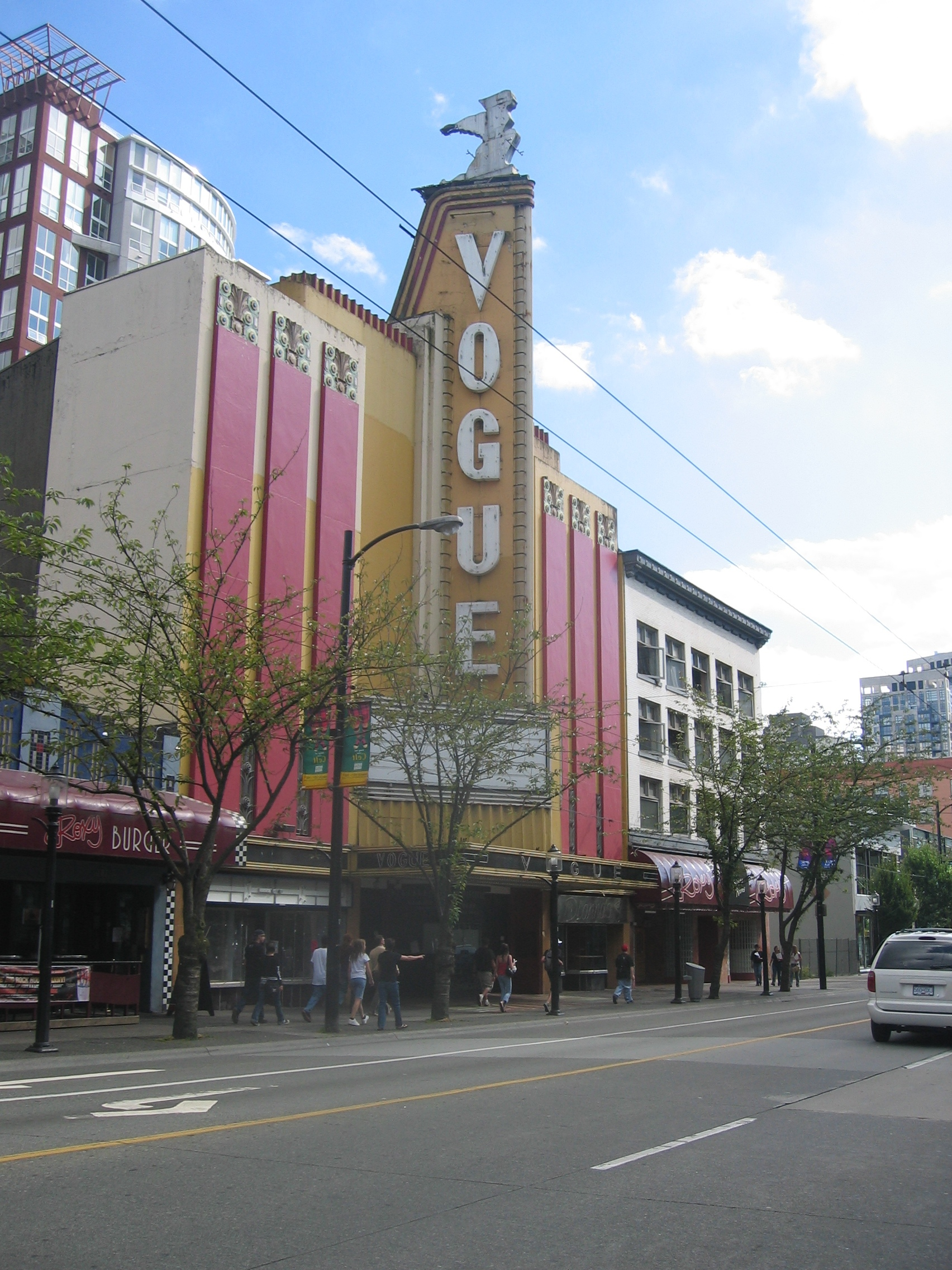
Le sur.

On compte parmi les compagnies de théâtre importantes de Vancouver la Arts Club Theatre Company (en) sur Granville Island, ainsi que le Bard on the Beach (en). Il existe de plus petites compagnies comme le Touchstone Theatre (en) et le Studio 58 (en). Le Cultch, le Firehall Arts Centre, United Players, ainsi que le Pacific Theatre et les Metro Theatres donnent des représentations tout au long de l’année. Le théâtre Under the Stars (en) produit des spectacles l'été au Malkin Bowl (en) dans le parc Stanley. Des festivals annuels se déroulent à Vancouver, notamment le Festival international des arts de la scène PuSh (en) en janvier et le Festival Vancouver Fringe (en) en septembre. Quant à la Vancouver Playhouse Theatre Company, elle ferma en mars 2012 après 50 ans d'existence.
Le centre de danse Scotiabank (Scotiabank Dance Centre), une ancienne banque reconvertie au coin de Davie et Granville, est un lieu de rendez-vous pour les danseurs et chorégraphes de Vancouver. Dances for a Small Stage est un festival semi-annuel de danse.
Le City Opera de Vancouver est une compagnie d'opéra de chambre basée à Vancouver.
Le Festival international du film de Vancouver, qui se déroule pendant deux semaines chaque année en septembre, diffuse plus de 350 films et est le plus grand festival de films d'Amérique du Nord. Le Vancity Theatre du Centre international du film de Vancouver (en) diffuse des films non commerciaux toute l'année, tout comme la Cinémathèque Pacific (en) et les Rio theatres.

#### Films tournés à Vancouver
La cité accueille environ 10 % des tournages de films de Hollywood, d'où deux de ses surnoms : « Brollywood » et « Hollywood North ». Beaucoup de séries américaines de télévision sont filmées exclusivement à Vancouver, comme le furent les premières saisons de X-Files, Stargate SG-1 ainsi que les deux spin-off de Stargate : Stargate Atlantis et Stargate Universe. Smallville a été tournée dans ses banlieues de Surrey, Cloverdale et Langley. C'est pour cette raison qu'il y a de nombreux acteurs canadiens dans la série, notamment Kristin Kreuk et Erica Durance. Plus récemment, les séries Once Upon a Time, Riverdale'', Supergirl, Sanctuary, Kyle XY, Supernatural et Battlestar Galactica et Flash aussi depuis 2014 furent tournées à Vancouver avec également de nombreux comédiens canadiens. Dernièrement, Twilight, chapitre II : Tentation, second volet de la série Twilight, y a été tourné en partie.

### Vancouver dans la littérature
La romancière française Élise Fontenaille a vécu deux ans à Vancouver avant de publier son premier roman en 1997. Cette ville l'inspirera des années plus tard pour plusieurs de ses romans. La ville est l'un des lieux de Demain les filles on va tuer papa en 2001, L'Enfant rouge l'année suivante, Chasseur d'orages en 2009. Son polar d'anticipation Unica en 2006 se déroule à Vancouver, et est couronné du Prix du Lundi ou Grand Prix de la Science-Fiction Française (SF) 2007, et du Prix Rosny aîné 2008. En 2010, Les disparues de Vancouver s'intéresse à l'affaire des femmes disparues du quartier de Downtown Eastside et du tueur en série Robert Pickton. L'ouvrage obtient le Prix Erckmann-Chatrian 2010. La même année, son roman de jeunesse La Cérémonie d'hiver se déroule également à Vancouver, autour de l'histoire des indiens Haïdas.
Les épisodes de la série de romans C.S.U., de Caroline Terrée, se déroulent à Vancouver ou aux alentours.
Le roman de Laurent Sagalovitsch, Loin de quoi ?, se déroule à Vancouver et la ville est évoquée dans La métaphysique du hors-jeu et Un juif en cavale.

### Bibliothèques et musées
Parmi les bibliothèques de Vancouver se trouve la Bibliothèque publique de Vancouver, dont la principale branche se trouve à Library Square et a été conçue par Moshe Safdie. La branche centrale contient 1,5 million de volumes. Il existe en tout vingt-deux branches contenant 2,25 millions de volumes.

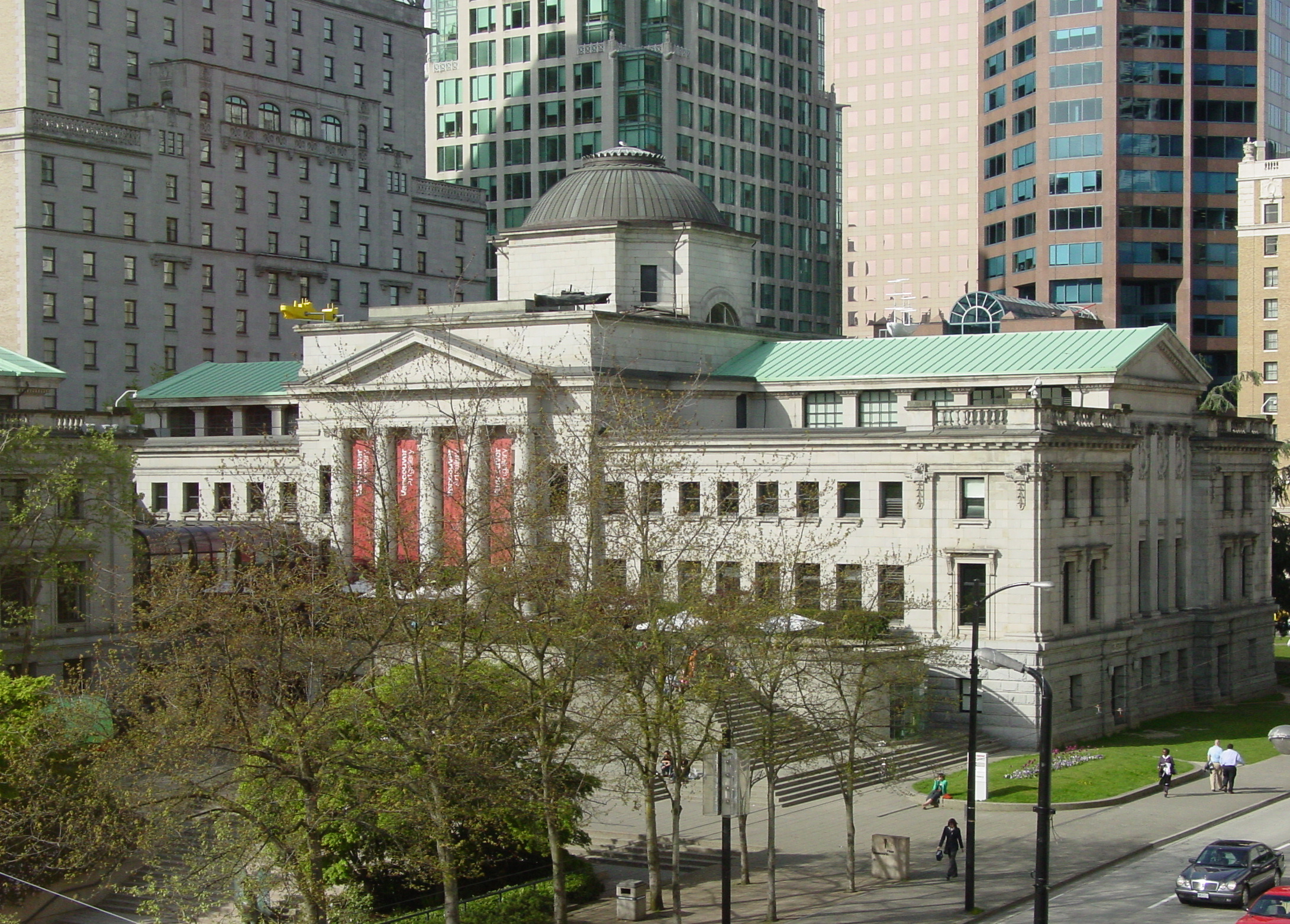
La Galerie d'art de Vancouver, anciennement la Provincial Courthouse.

La Galerie d'art de Vancouver a une collection permanente comprenant un nombre important d'œuvres d'Emily Carr. Ce musée accueille aussi des expositions temporaires thématiques présentant souvent des œuvres internationales. Le centre-ville abrite aussi la Galerie d'art contemporain (en), qui présente des expositions provisoires d'artistes de la cité.
Dans le quartier Kitsilano se trouve le Musée maritime de Vancouver, le Centre spatial H. R. MacMillan (en) et le muséum de Vancouver (en), le plus grand musée civique du Canada. Le Musée d'anthropologie de Vancouver est le principal musée de la culture des Premières Nations du Nord-Ouest Pacifique. Le Science World est un musée interactif qui se situe à la pointe de False Creek. La cité possède aussi une collection d'Art Public variée.
Le jardin chinois classique Dr. Sun Yat-Sen a été inauguré dans le quartier chinois en 1986.
Le musée "Bill Reid gallery of Northwest Coast Art" présente entre autres des oeuvres de l'artiste haida Bill Reid. Il a été ouvert en 2008 par la Foundation Bill Reid. Il est situé à proximité de la Vancouver Art Gallery, au 639 Hornby Street.

### Arts visuels
La Vancouver School d'Art conceptuel (souvent mentionné comme le photoconceptualisme) est un terme appliqué à un groupement d'artistes de Vancouver qui connut une reconnaissance internationale au début des années 1980. Aucune école formelle n'existe et les restes se groupant tous les deux informels et souvent controversé, même parmi les artistes eux-mêmes, qui résistent souvent au terme. Les artistes qui se sont associés au terme incluent Jeff Wall, Ian Wallace, Ken Lum, Roy Arden, Stan Douglas et Rodney Graham.

### Musique et vie nocturne
Les contributions musicales de Vancouver à la scène mondiale incluent des interprètes de musique classique, folklorique et populaire. L'Orchestre symphonique de Vancouver est l'orchestre professionnel basé dans la ville. L'Opéra de Vancouver est une troupe d'opéra majeure dans la ville.
La ville abrite un certain nombre de compositeurs canadiens incluant Rodney Sharman, Jeffrey Ryan et Jocelyn Morlock.

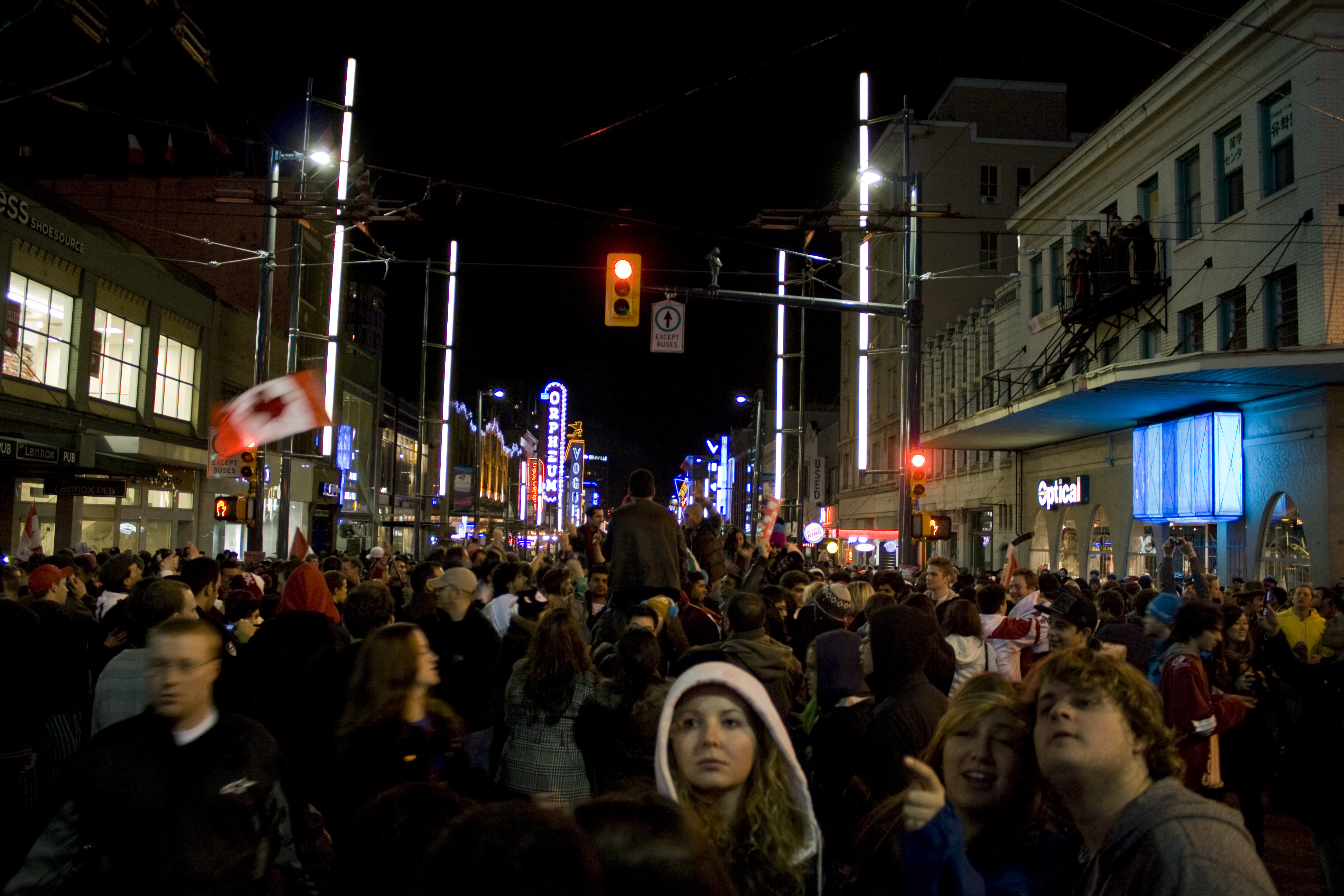
Le Granville Entertainment District comprend de nombreuses boîtes de nuit et bars.

La ville a produit un certain nombre de groupes punk rock notables, dont D.O.A. Il y a d'autres groupes de punk à Vancouver comme les Subhumans, The Young Canadians, les Pointed Sticks, et UJ3RK5. Quand le rock alternatif et devenu populaire dans les années 1990, plusieurs groupes de Vancouver ont pris de l'importance, dont 54-40, Odds, Moist, les Matthew Good Band, Sons of Freedom et Econoline Crush. De récents groupes montants à Vancouver incluent Gob, Marianas Trench, Theory of a Deadman et Stabilo. Aujourd'hui, Vancouver abrite un certain nombre de groupes indépendants populaires comme The New Pornographers, Japandroids, Destroyer, In Medias Res, Tegan and Sara et des labels indépendants dont Nettwerk et Mint. Vancouver a aussi produit le groupe métal influent Strapping Young Lad et le groupe de pionniers électro-industriel Skinny Puppy, Numb et Front Line Assembly ; l'ancien Bill Leeb est mieux connu pour avoir fondé le super groupe pop ambiant Delerium. D'autres artistes musicaux populaires qui ont fait carrière à Vancouver incluent Bryan Adams, Sarah McLachlan, Heart, Prism, Trooper, Chilliwack, Payolas, Moev, Images in Vogue, Michael Bublé, Stef Lang et Spirit of the West.
Les grands concerts se tiennent habituellement dans des lieux tels que la Rogers Arena, le Queen Elizabeth Theatre, le BC Place ou encore le Pacific Coliseum, tandis que d'autres plus petits se tiennent à la Commodore Ballroom, au Orpheum Theatre et au Vogue Theatre, au Vancouver Folk Music Festival et au Vancouver International Jazz Festival.

## Médias
Vancouver est un centre de production de cinéma et de télévision. Surnommée la Hollywood du Nord, une distinction partagée avec Toronto,,, la cité sert de lieu de tournage depuis presque un siècle, avec l’Edison Manufacturing Company.
En 2008, plus de 260 productions furent tournées à Vancouver[réf. nécessaire]. En 2011, Vancouver se situait à la quatrième place nationale avec 1,19 milliard[Quoi ?], même si la région est toujours à la tête de la production étrangère au Canada.

## Transports

### Transports en commun

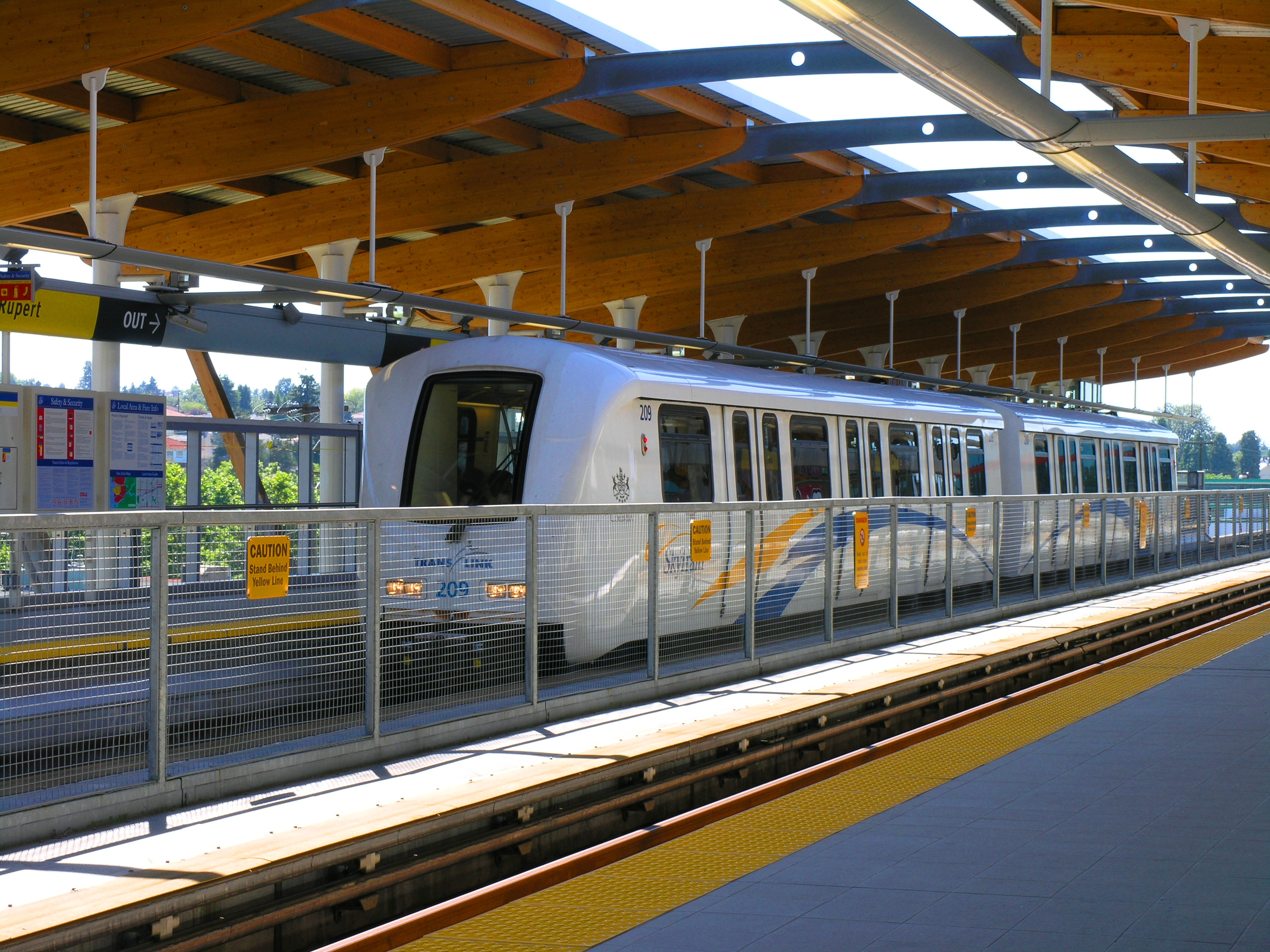
Rame du SkyTrain de Vancouver à la station Rupert.

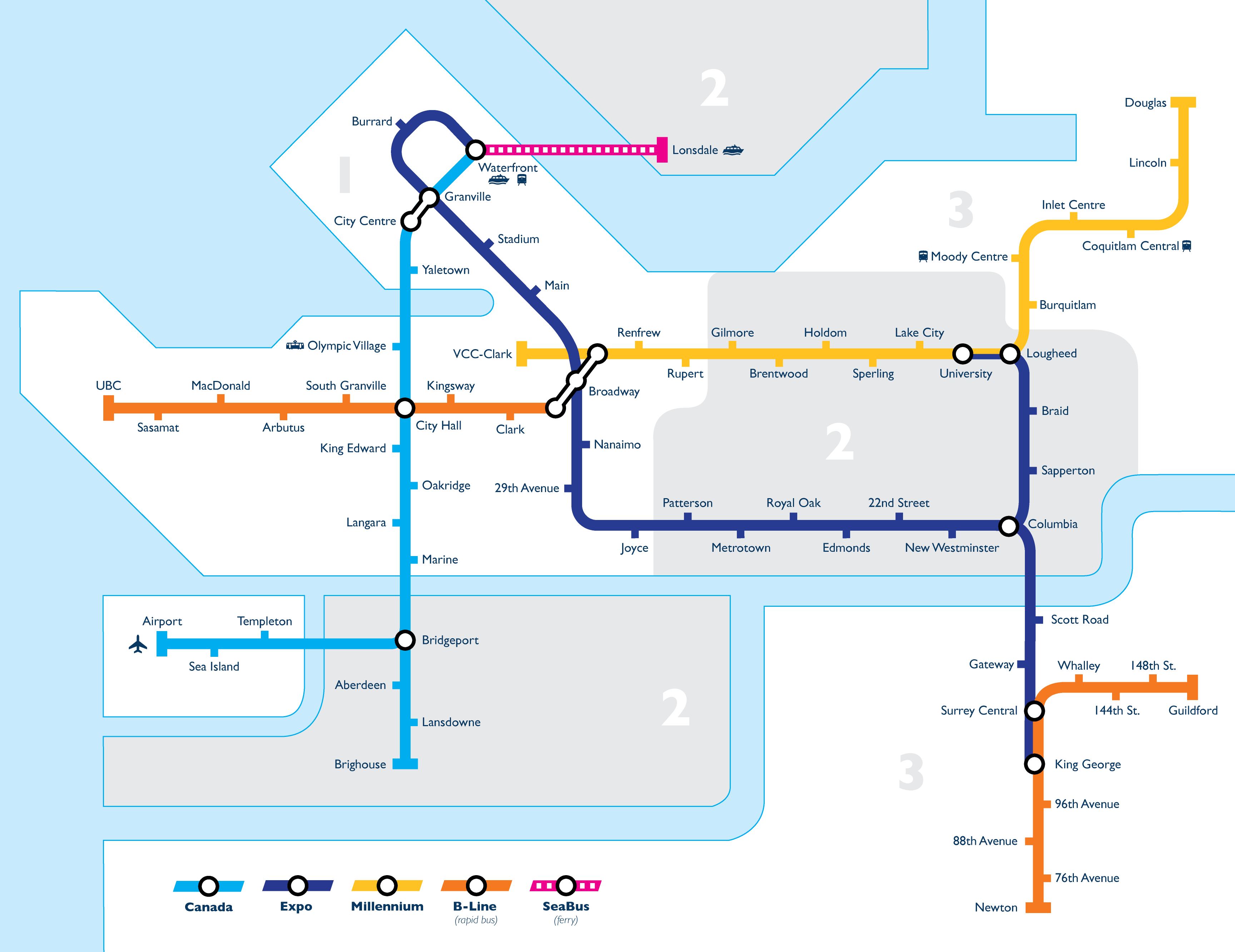
Plan du réseau de transport en commun rapide de Vancouver.

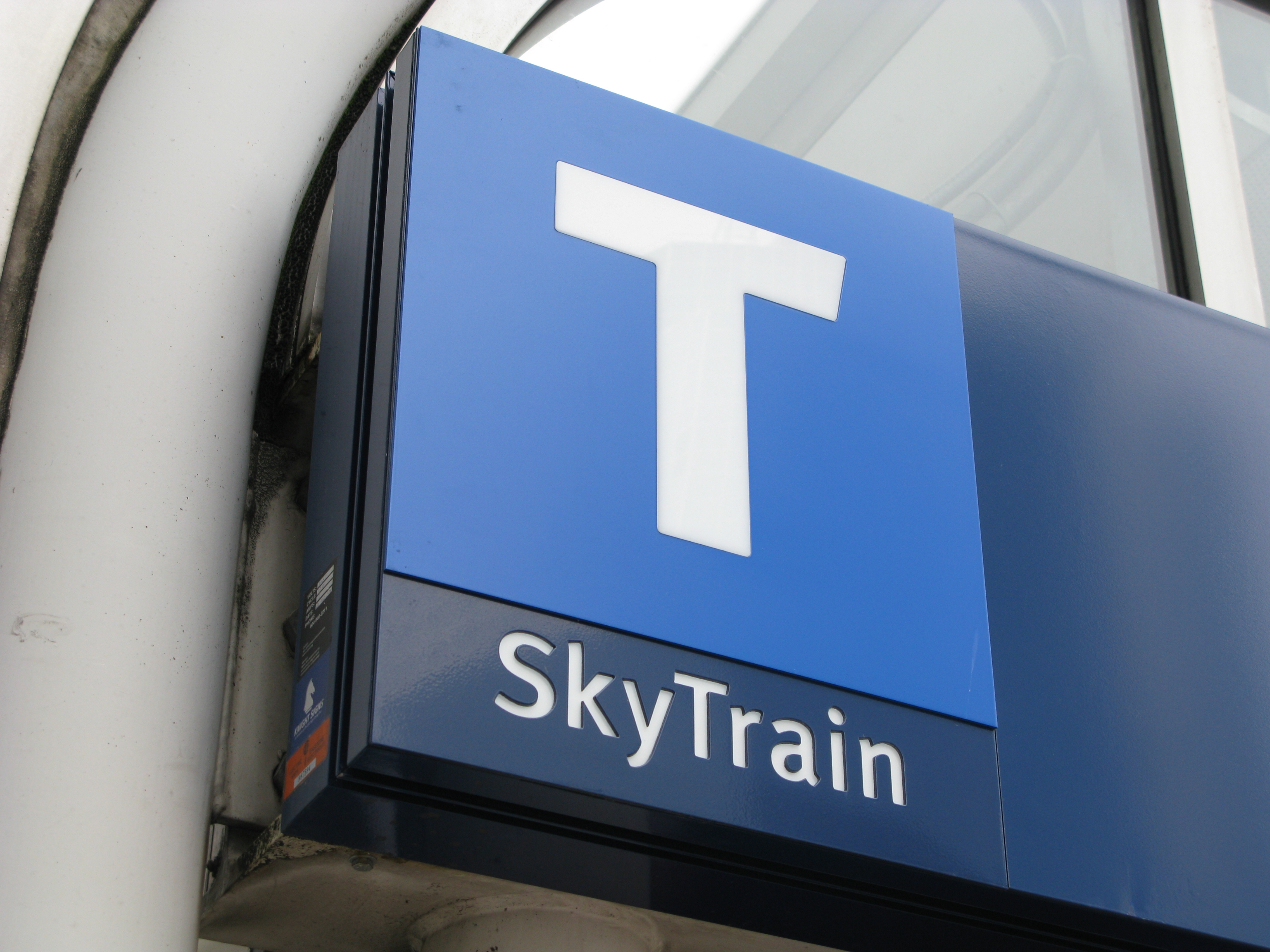
Signalétique du métro automatique rapide SkyTrain.

Le SkyTrain de Vancouver est un métro automatique aérien desservant la ville et son agglomération avec trois lignes : l'Expo Line (construite pour l'Expo 86), la Millennium Line et la Canada Line (reliant le centre-ville à l'aéroport).

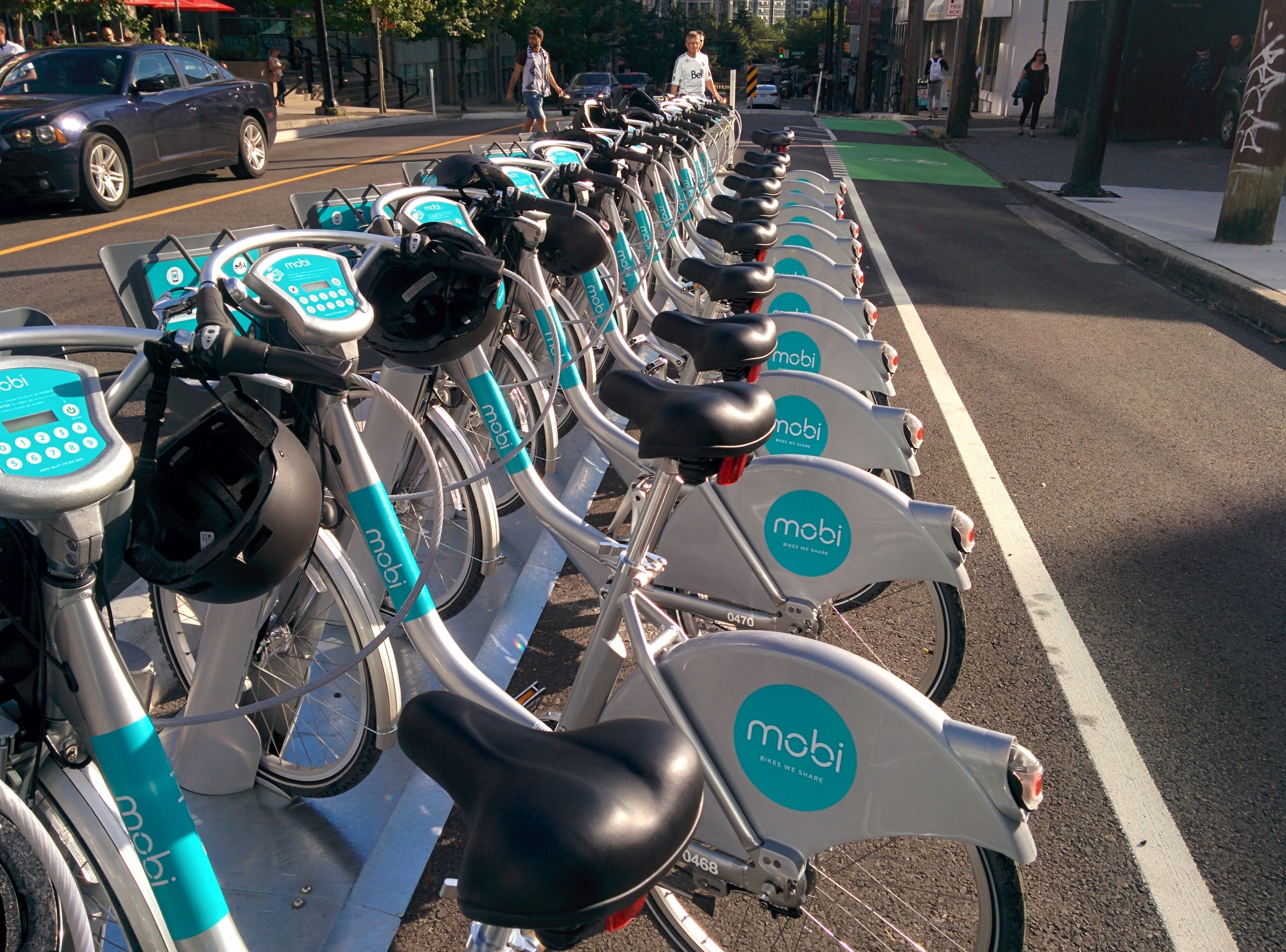
Bicyclettes « Mobi ».

L'usage du vélo est facilité par une circulation automobile assez fluide, peu de deux-roues à moteur et des avenues spécialement aménagées. Un système de vélos en libre-service propose 1 500 vélos. Cependant, la législation sur le port du casque freine l'expansion du vélo en ville[réf. souhaitée].
La réglementation municipale et la géographie ont protégé Vancouver de la multiplication des voies rapides ; une seule portion d'autoroute, de moins d'un kilomètre, traverse la ville. La route transcanadienne passe par ailleurs à la limite orientale de la municipalité.
Le tramway de Vancouver est mis en service le 18 juin 1890, entre le premier pont de Granville Street et Westminster Avenue (devenue Main Street et Kingsway). Moins d'un an après, la Westminster and Vancouver Tramway Company inaugure la première ligne interurbaine au Canada entre les deux villes, poussant jusqu'à Chilliwack, ainsi qu'une autre ligne : la Lulu Island Railroad, entre le pont de Granville Street et Steveston en passant par Kerrisdale, participant au développement de l'habitat hors du cœur de l'agglomération. La British Columbia Electric Railway (BCER) est ensuite créée pour exploiter l'ensemble du réseau, jusqu'en 1958, lorsque les derniers rails sont retirés au profit des trolleybus et bus au diesel. La même année, la BCER devient le noyau du nouveau groupe public BC Hydro. Vancouver possède actuellement la deuxième plus grosse flotte de trolleybus en Amérique du Nord, après San Francisco.
Les conseils citadins des années 1970 et 1980 s'opposent à la construction d'autoroutes urbaines, dans le cadre d'un plan d'urbanisme à long terme. Alors que la croissance du nombre de voitures a été proportionnelle à l'augmentation de la population, le taux de propriété de véhicules et la distance quotidienne moyenne parcourue sont en diminution depuis le début des années 1990,, cas unique au Canada. Bien que le temps de transport en voiture ait augmenté d'un tiers, le nombre de trajets vers le centre-ville a diminué de 7 %. En 2012, Vancouver connaît les pires embouteillages du Canada et arrive deuxième derrière Los Angeles sur le continent nord-américain, mais passe à la première place en 2013. Les habitants ont tendance à résider plus près de leurs centres d'intérêt ou utilisent des moyens de transports moins énergivores, tels les transports en commun ou le vélo. C'est, en partie, le fruit d'une politique cherchant à résoudre les problèmes de transport et des campagnes de sensibilisation environnementale. Les politiques de gestion de la demande de transport (Transportation Demand Management) ont imposé des restrictions à l'utilisation de la voiture, rendant les déplacements plus chers et difficiles et donnant plus d'avantages aux non-conducteurs.

### Aéroport
L’aéroport international de Vancouver (YVR), situé sur l’île de la mer dans la municipalité de Richmond, est le deuxième aéroport le plus important du pays après celui de Pearson de Toronto. L’Association internationale du transport aérien le classe comme étant le meilleur aéroport d’Amérique, desservant 15 à 25 millions de passagers annuellement, et le deuxième toutes catégories confondues. Le YVR figure sur la liste des dix meilleurs aéroports au monde et est le seul du Canada à y figurer.

### Port de Vancouver

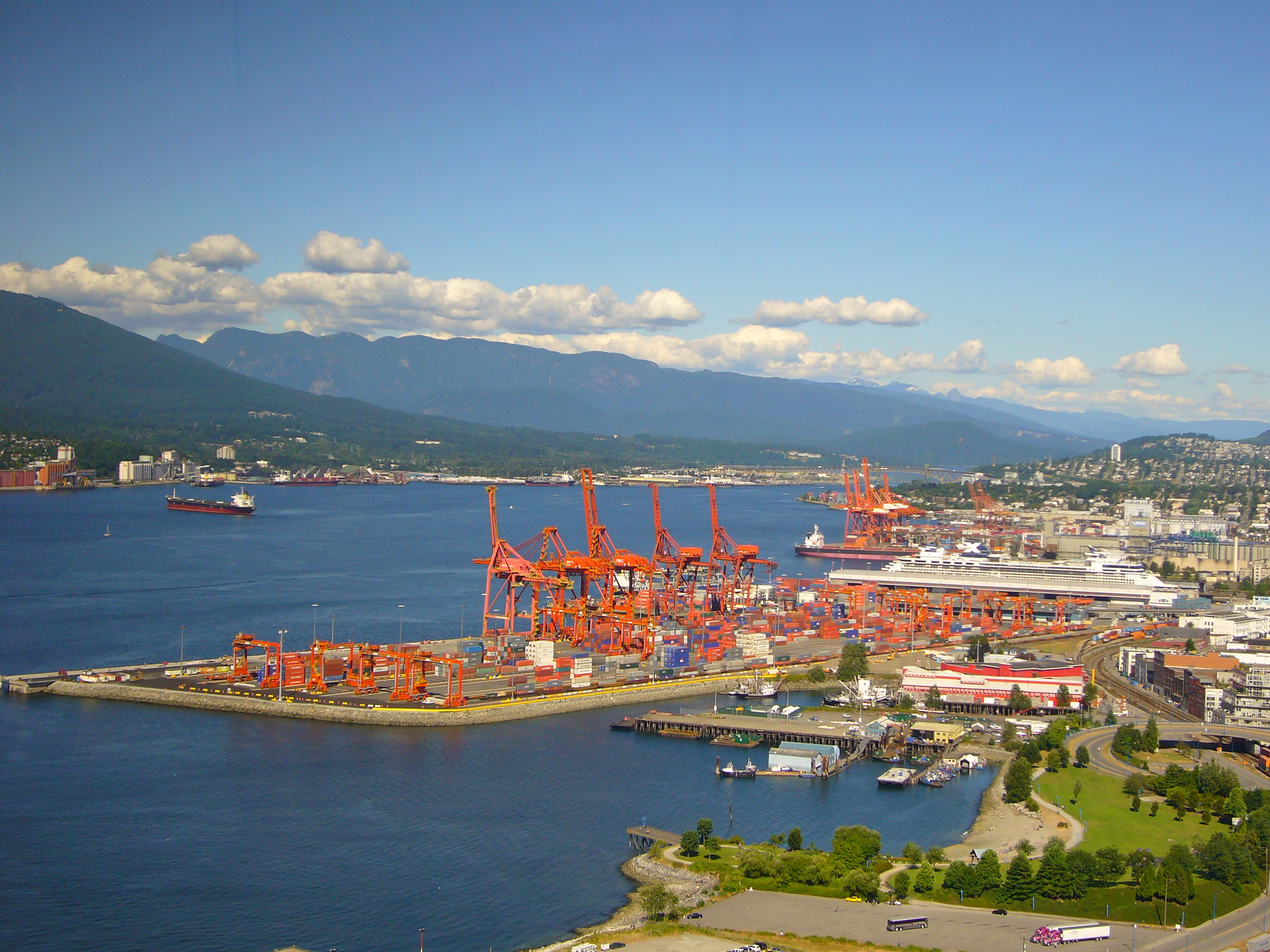
Une zone portuaire de Vancouver.

Le port de Vancouver est vital pour l’économie de la province : Vancouver est la porte d’entrée nord-américaine pour le commerce avec les pays d’Asie et du Pacifique. Pour ce qui est du volume de ses exportations internationales, la cité se classe au deuxième rang du continent. Selon la municipalité de Vancouver, son port international domine également le monde pour ce qui est du commerce du grain. Il se classe cependant en second dans la partie septentrionale du continent selon certaines autres sources, pour les exportations étrangères totales et pour le volume total de cargaison.

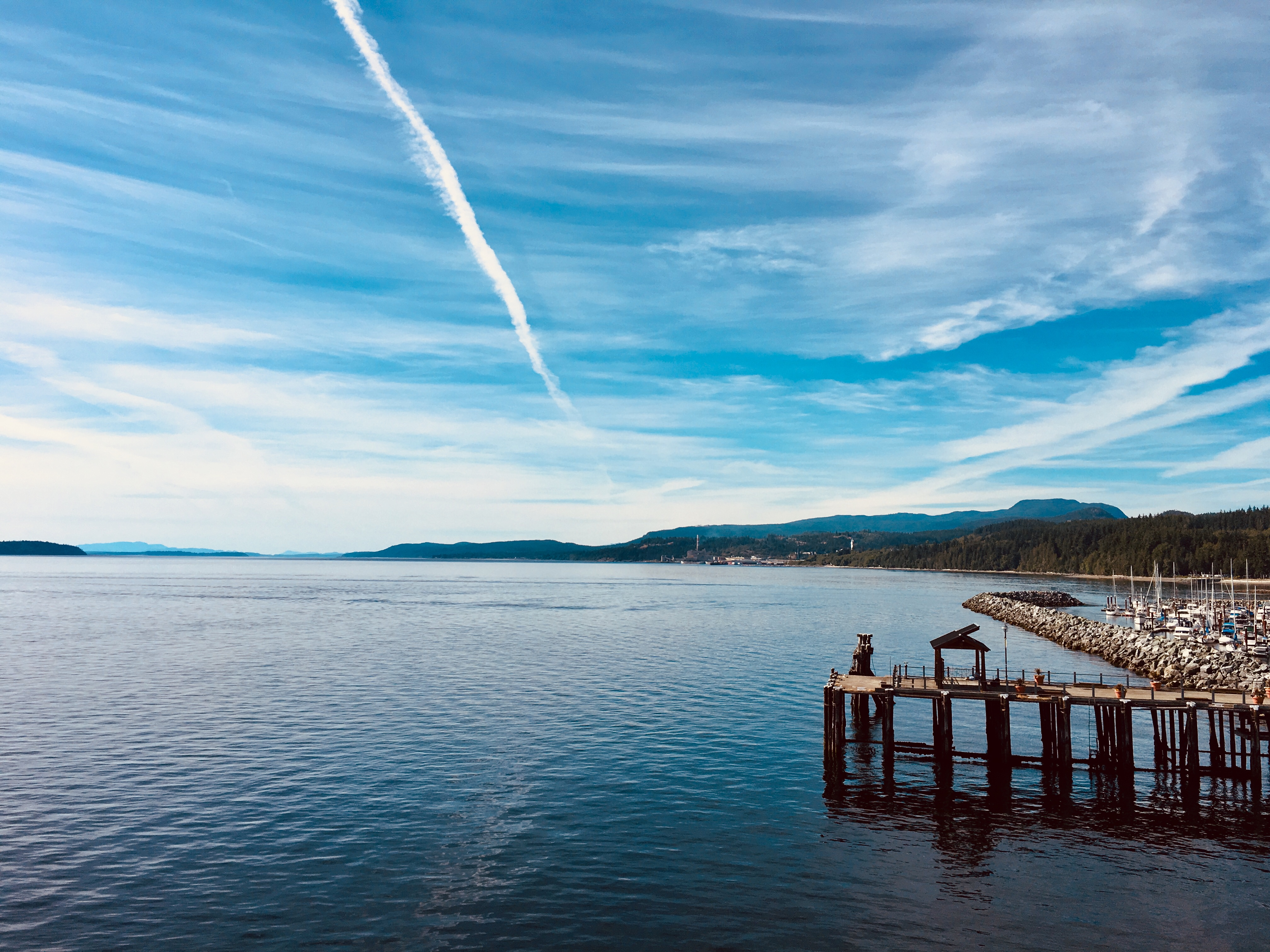
Quai de la marina de Vancouver.

## Sports et loisirs

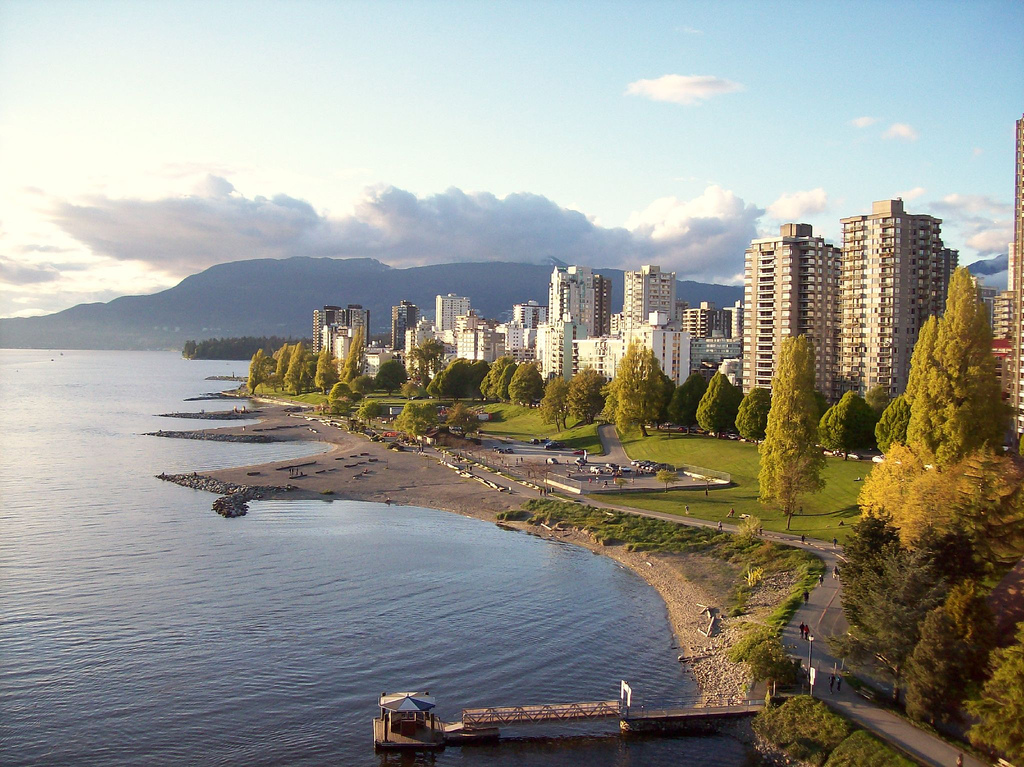
Baie des Anglais de Vancouver.

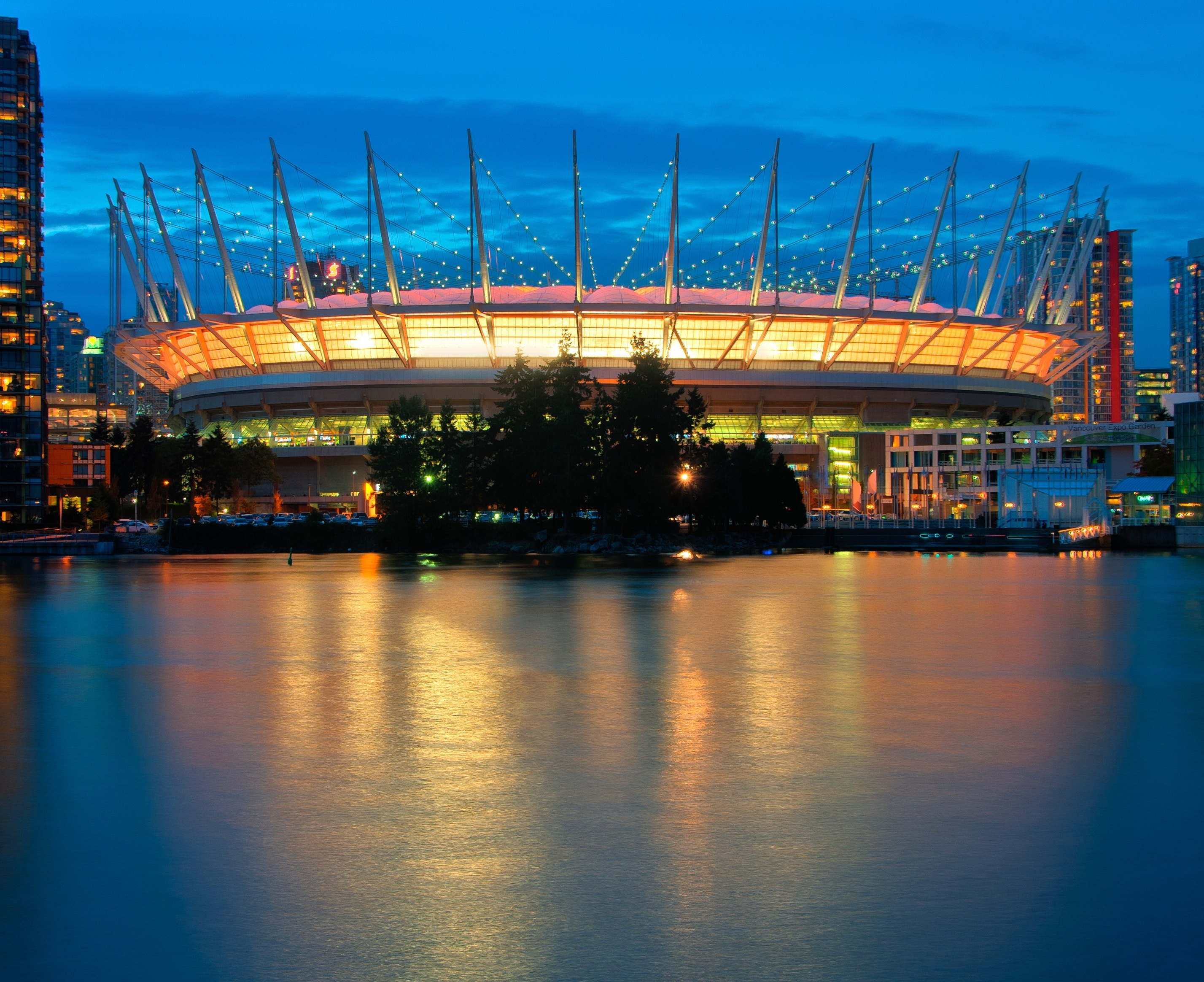
BC Place, stade des Lions de la Colombie-Britannique et des Whitecaps de Vancouver (MLS), site des cérémonies d'ouverture et de clôture des Jeux olympiques d'hiver de 2010.

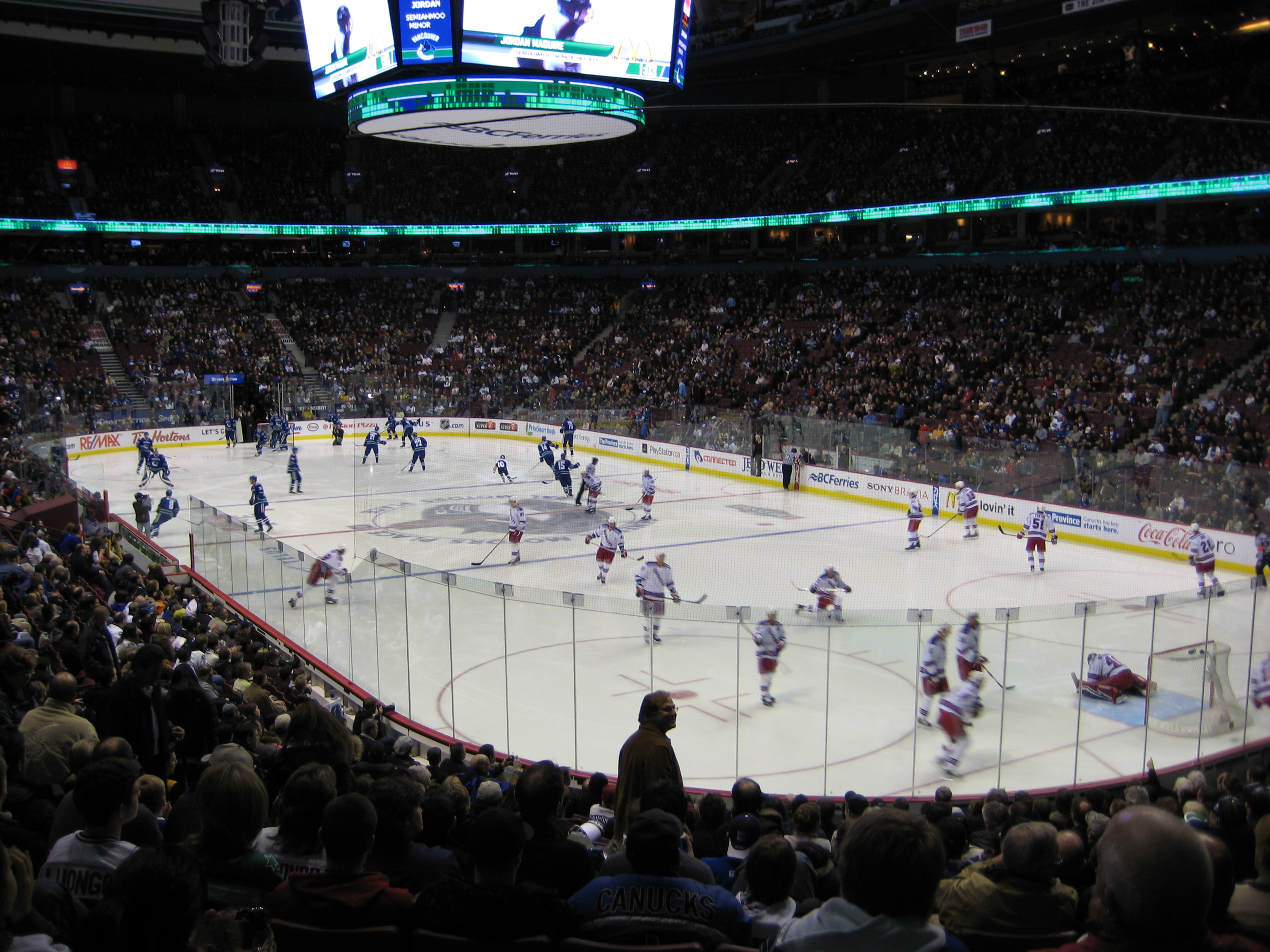
Rogers Arena, stade des Canucks de Vancouver.

### Équipes professionnelles actuelles
| Équipe                 | Ligue | Sport             | Domicile                       | Établissement      | Championnats                                   |
| ---------------------- | ----- | ----------------- | ------------------------------ | ------------------ | ---------------------------------------------- |
| Lions de la C.-B.      | LCF   | Football canadien | BC Place                       | 1954               | 6                                              |
| Canucks de Vancouver   | LNH   | Hockey sur glace  | Rogers Arena                   | 1970               | 0                                              |
| Whitecaps de Vancouver | MLS   | Football (Soccer) | BC Place                       | 2009 (1974 : NASL) | Dans les ligues précédentes : 7 Dans la MLS: 0 |
| Canadiens de Vancouver | NWL   | Baseball          | Nat Bailey Stadium             | 2000               | 3                                              |
| Giants de Vancouver    | LHOu  | Hockey sur glace  | Centre d'Événements de Langley | 2001               | 1                                              |
| Warriors de Vancouver  | LNC   | Crosse (sport)    | Centre d'Événements de Langley | 2014               | 0                                              |

- Canucks de Vancouver (LNH)
- Giants de Vancouver (WHL)

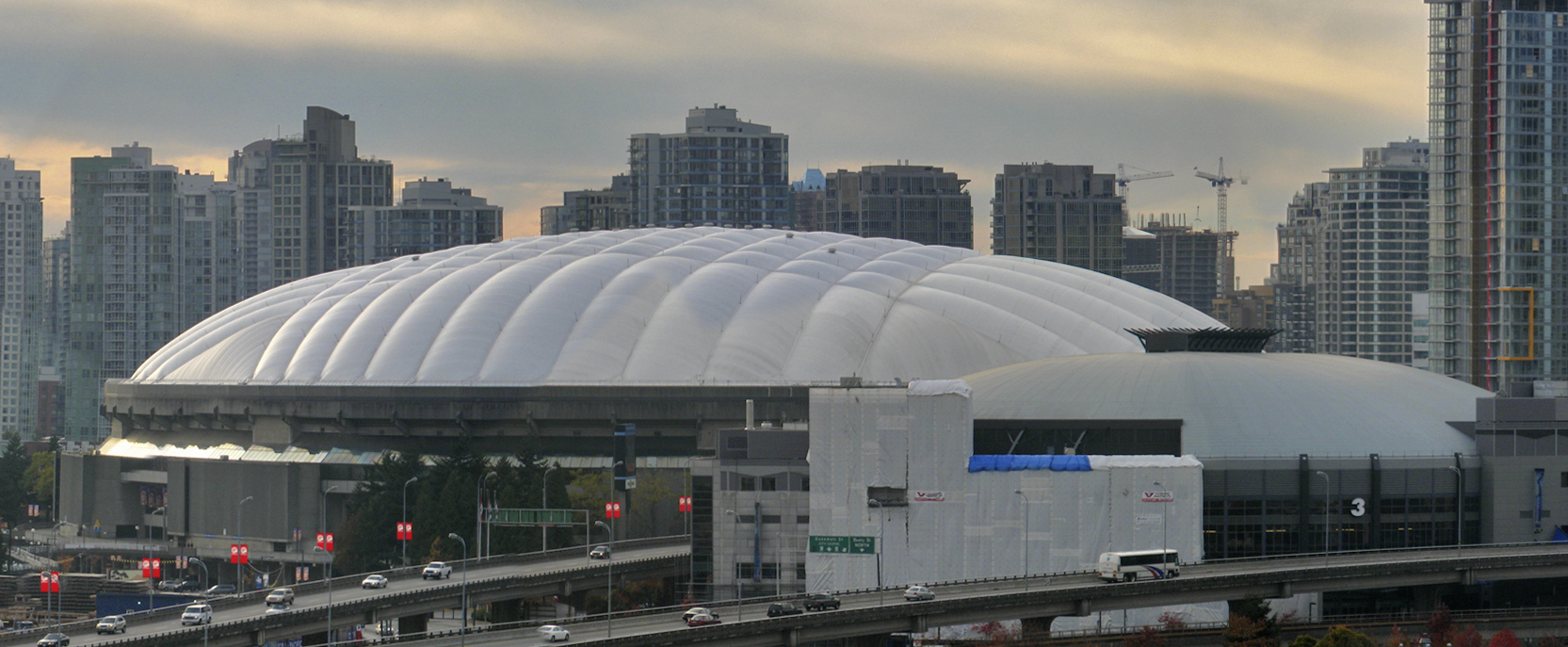
BC Place.

- Lions de la Colombie-Britannique (LCF) jouent au BC Place
- Ravens de Vancouver (Lacrosse) - terminée en 2004
- Whitecaps de Vancouver (NASL) (MLS)
- Whitecaps de Vancouver (MLS) (MLS)
- Canadiens de Vancouver (Baseball mineur)
- Grizzlies de Memphis (NBA), ancienne équipe de Basket Ball ayant déménagé en 2001 à Memphis au Tennessee
- Millionnaires de Vancouver, ancienne équipe de l'Association de hockey de la Côte du Pacifique qui remporte en 1915 la Coupe Stanley (1911-1926).
- En 2010, la cité a accueilli les Jeux Olympiques d'hiver.

Il y a aussi le curling qui se joue à Vancouver.
Vancouver est une cité avec un accès libre aux activités extérieures comme des randonnées à pied, le cyclisme, le canotage et à proximité des stations de ski.

## Jumelages
Vancouver fut une des premières cités du Canada à établir un jumelage international. En vue de bénéfices culturels, sociaux et économiques, des arrangements spéciaux ont été signés entre ces villes jumelles,.
- Odessa (Ukraine) depuis 1944
- Yokohama (Japon) depuis 1965
- Édimbourg (Royaume-Uni) depuis 1978
- Guangzhou (Chine) depuis 1985
- Los Angeles (États-Unis) depuis 1986
- Séoul (Corée du Sud) depuis 2007

## Personnalités locales notables
- Alexander Ludwig, acteur canadien
- Allen Berg, pilote automobile canadien
- Brent Seabrook, joueur de hockey sur glace canadien
- Carey Price, gardien de but de hockey sur glace canadien
- Cobie Smulders, actrice canadienne
- Cory Monteith, acteur, batteur et chanteur canadien
- Devon Sawa, acteur canadien
- Emmalyn Estrada, chanteuse canadienne
- Evander Kane, joueur de hockey sur glace canadien
- Finn Wolfhard, acteur et chanteur canadien
- Glenn Anderson, joueur de hockey sur glace
- Hayden Christensen, acteur canadien
- Helen Harrison-Bristol, pilote d'avion.
- Jason Priestley, acteur, réalisateur et producteur de cinéma canadien
- Jennifer Granholm, gouverneur du Michigan de 2003 à 2011 et Secrétaire à l'Énergie des États-Unis depuis 2021
- Jessica Lowndes, actrice, chanteuse et auteure-compositrice-interprète canadienne
- Jessica Lucas, actrice canadienne
- Joseph Sakic, joueur retraité de hockey sur glace canadien
- Joshua Jackson, acteur et réalisateur canadien
- Justin Jin, entrepreneur et producteur médiatique
- Karen Jamieson, danseuse et chorégraphe canadienne
- Kristin Kreuk, actrice canadienne
- Kyle Turris, joueur de hockey sur glace canadien
- Michael Shanks, acteur canadien
- Michael Bublé, chanteur canadien
- Milan Lucic, joueur de hockey sur glace canadien
- Molly Lamb Bobak, artiste peintre canadienne
- Nolan Gerard Funk, acteur, chanteur et danseur canadien
- Percy Williams (1908-1982), champion olympique sur 100 et 200 m. en 1928
- Pamela Anderson, actrice de télévision, modèle photo et productrice canado-américaine
- Paul Kariya, joueur retraité de hockey sur glace canadien
- Peter Stebbings, acteur, réalisateur et scénariste canadien
- Ryan Reynolds, acteur canadien
- Seok Matthew, chanteur coréo-canadien
- Seth Rogen, acteur, producteur, scénariste, réalisateur et humoriste canadien
- Steven Wallis, Youtubeur canadien
- Teryl Rothery, actrice canadienne
- Yvonne De Carlo, actrice canadienne

## Galerie photos

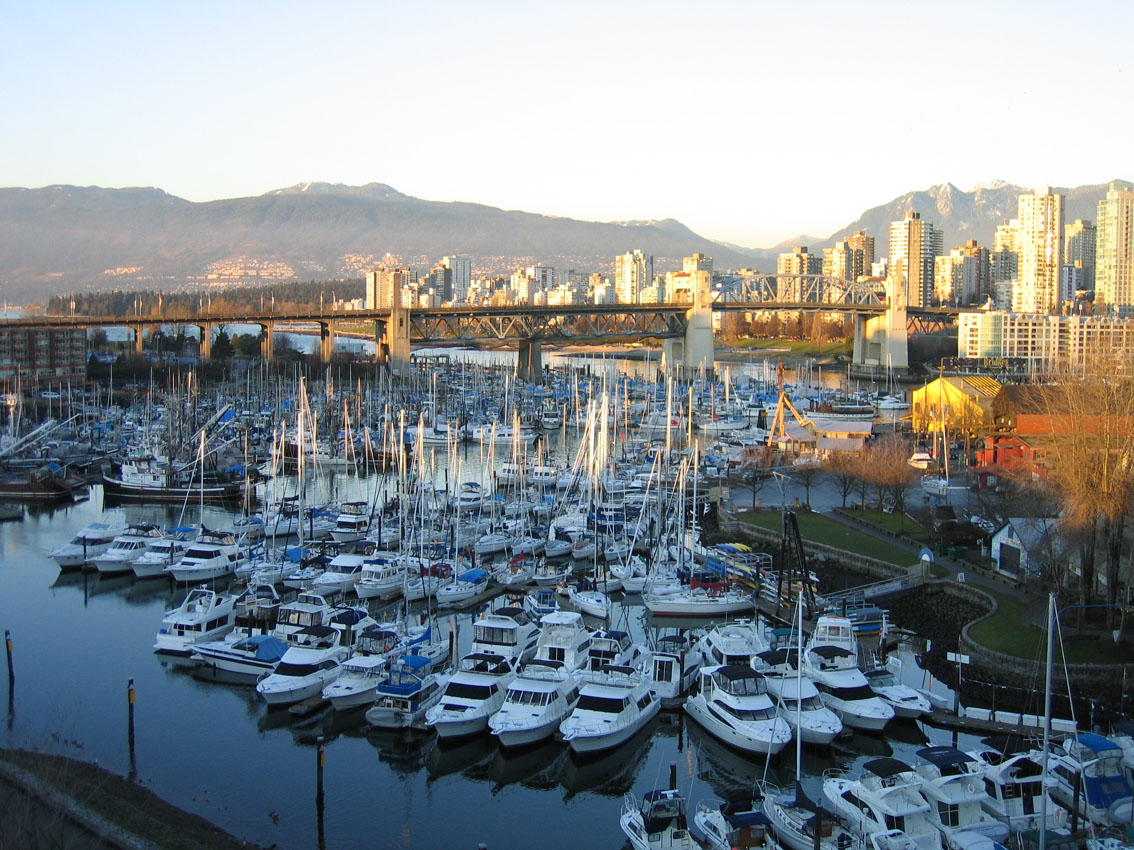
Vue sur Vancouver de False Creek.
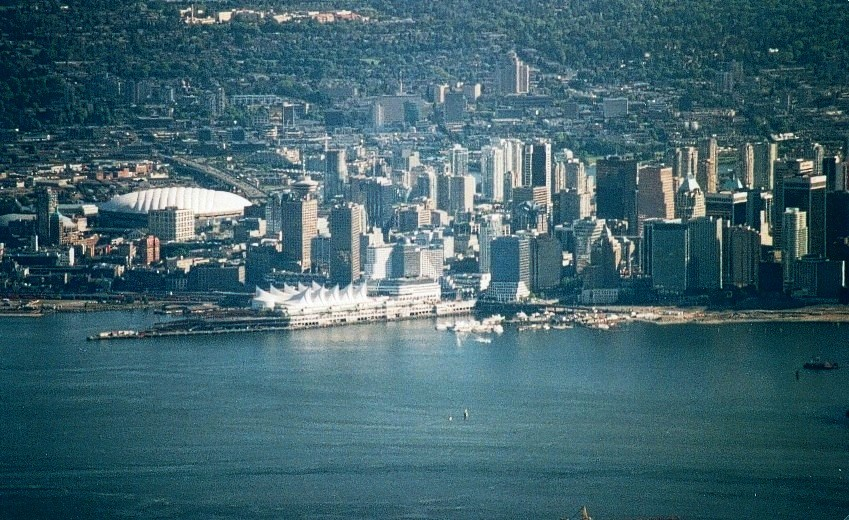
Vue sur le centre-ville depuis Grouse Mountain (vers le sud).
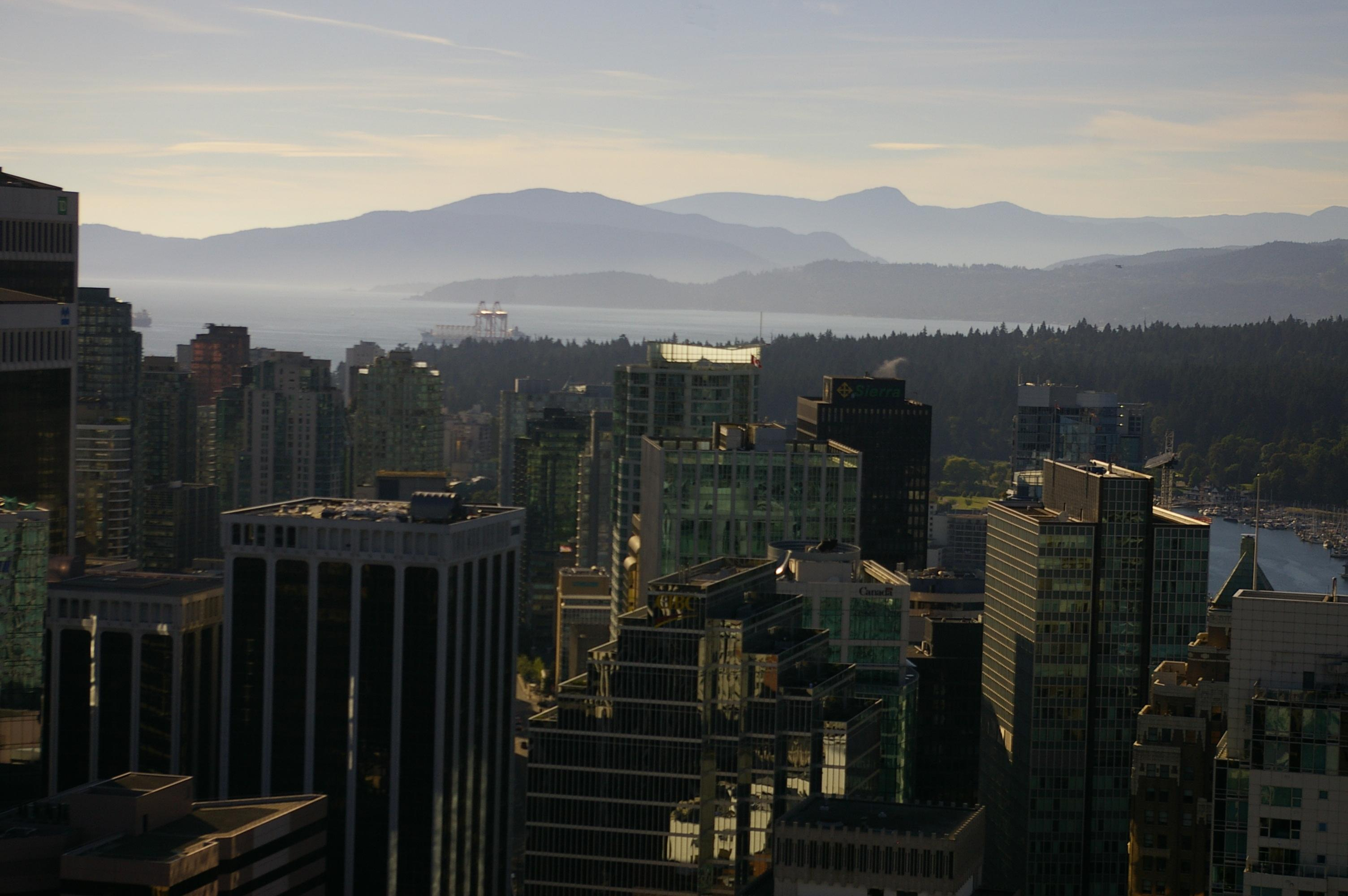
Vue de Vancouver vers le Détroit de Géorgie.
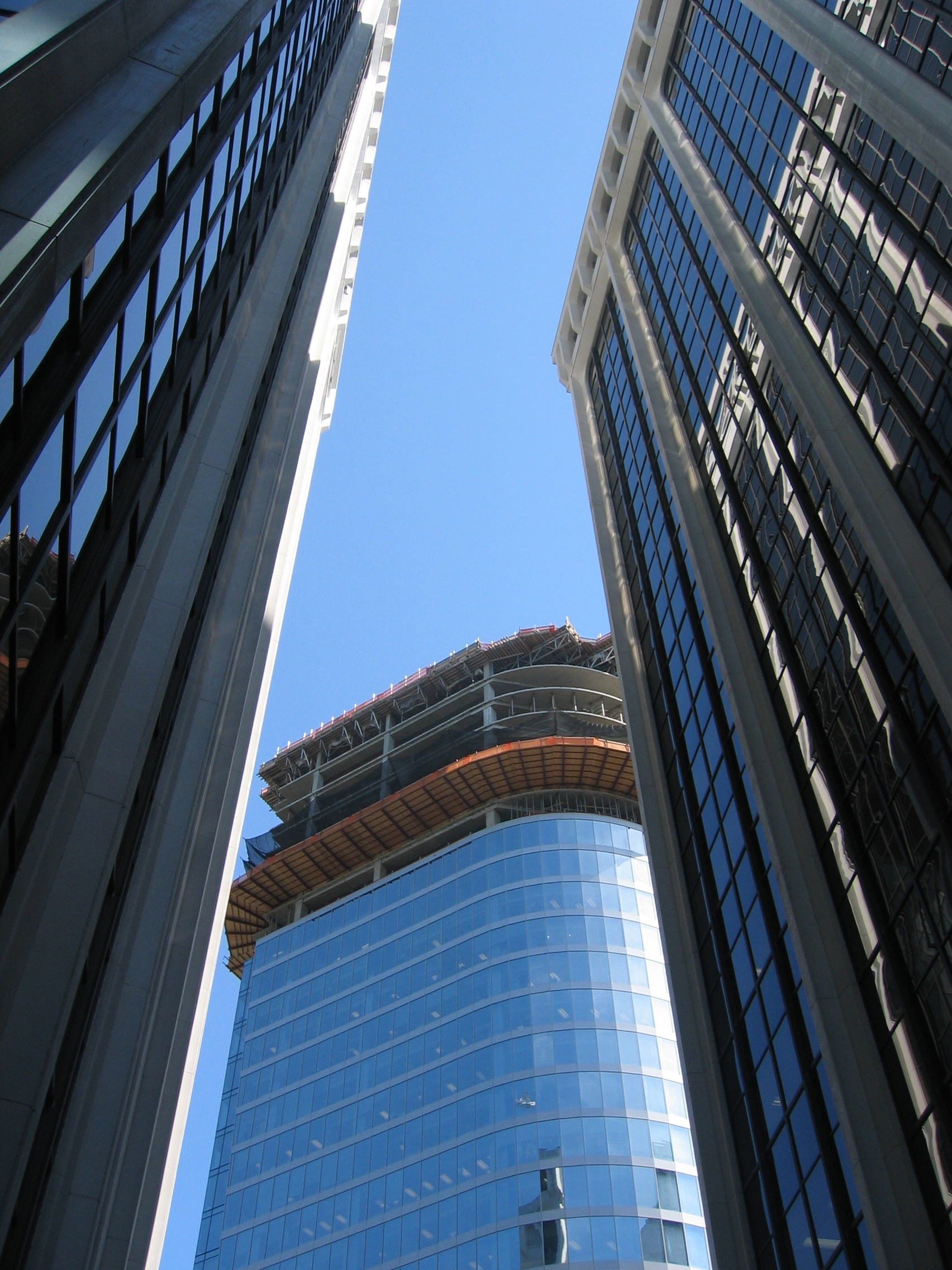
Vue de la tour Bentall 5.
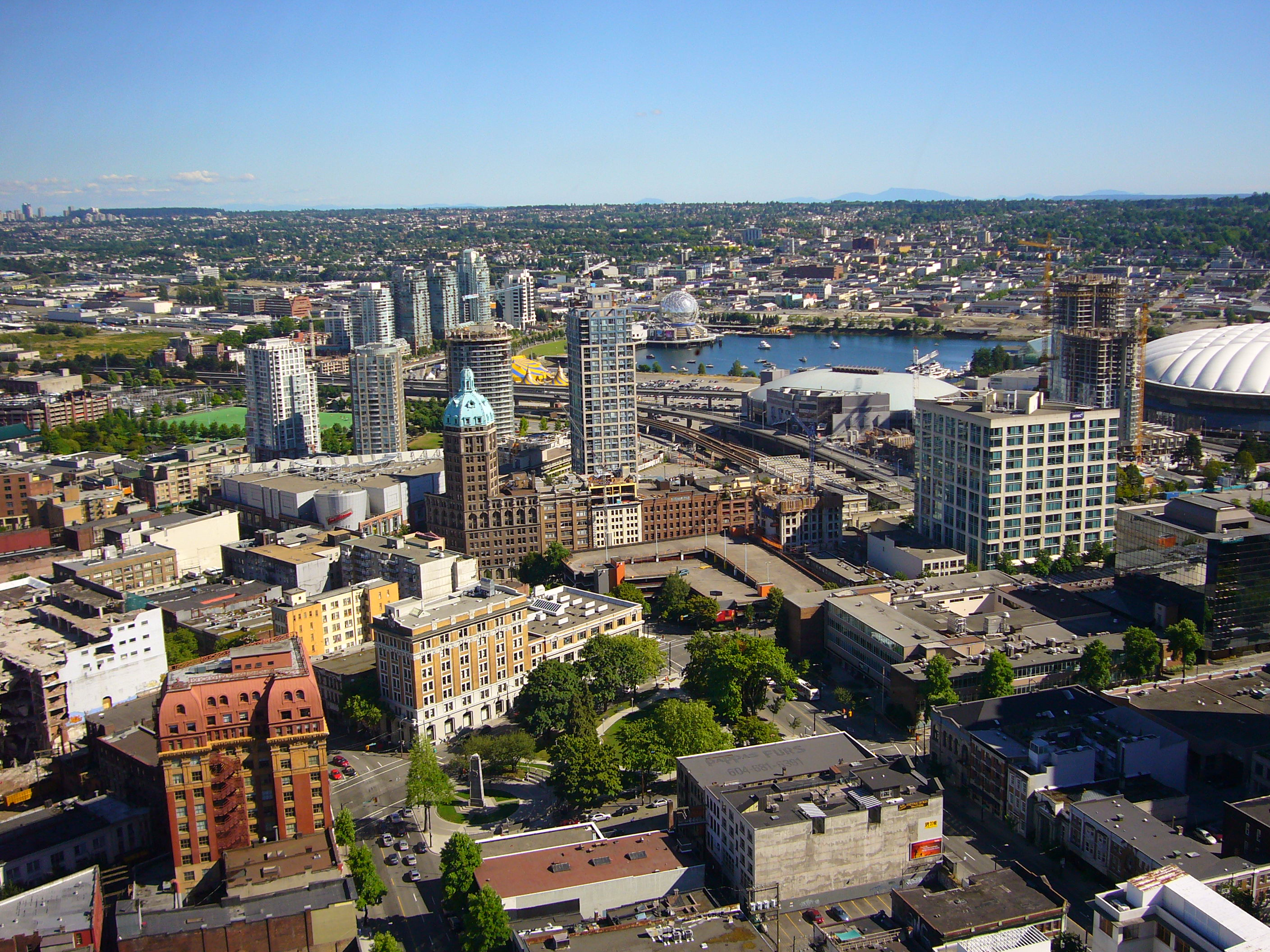
Vancouver vue de la Lookout tower.
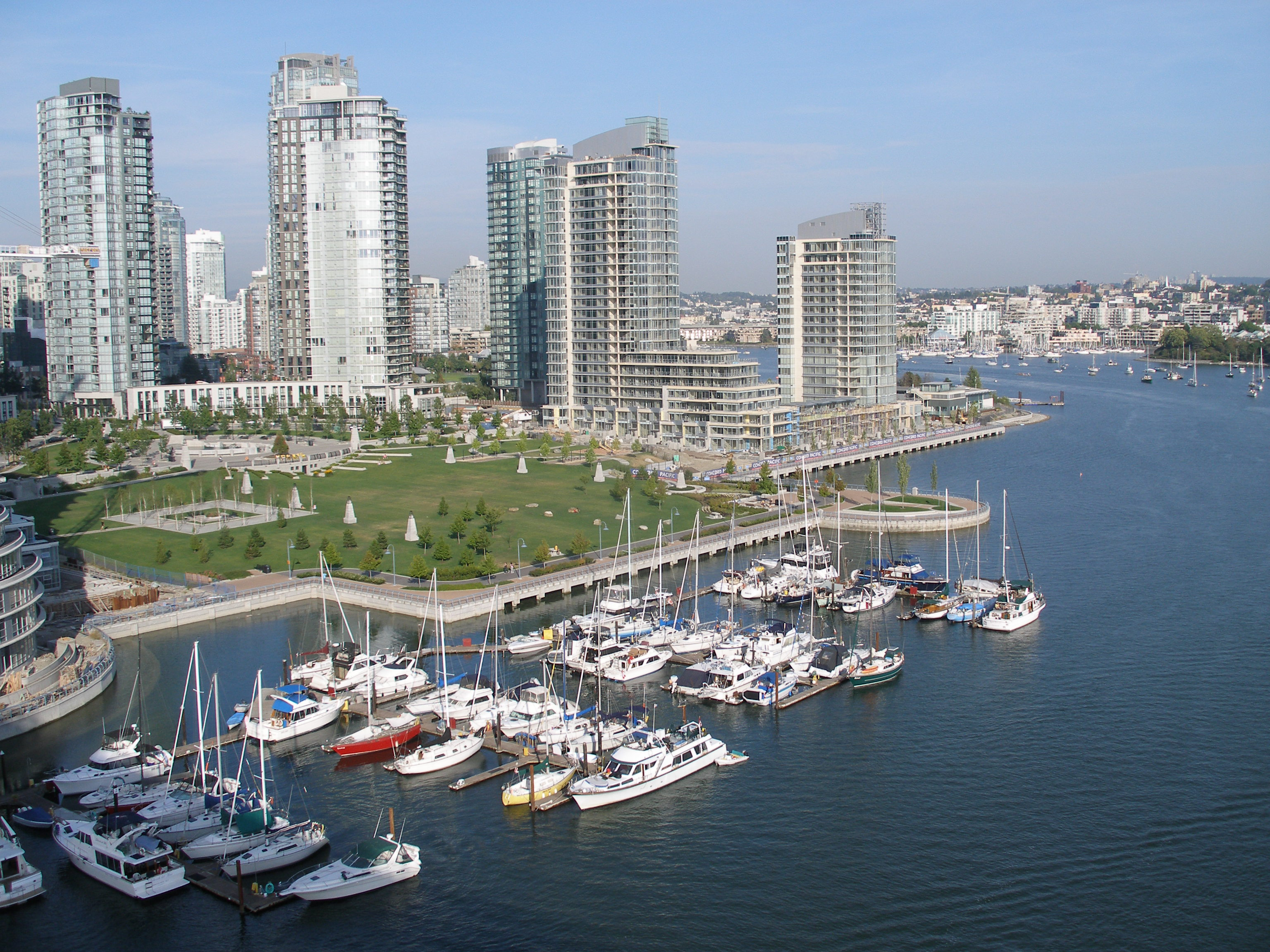
Vancouver « The City of Glass ».
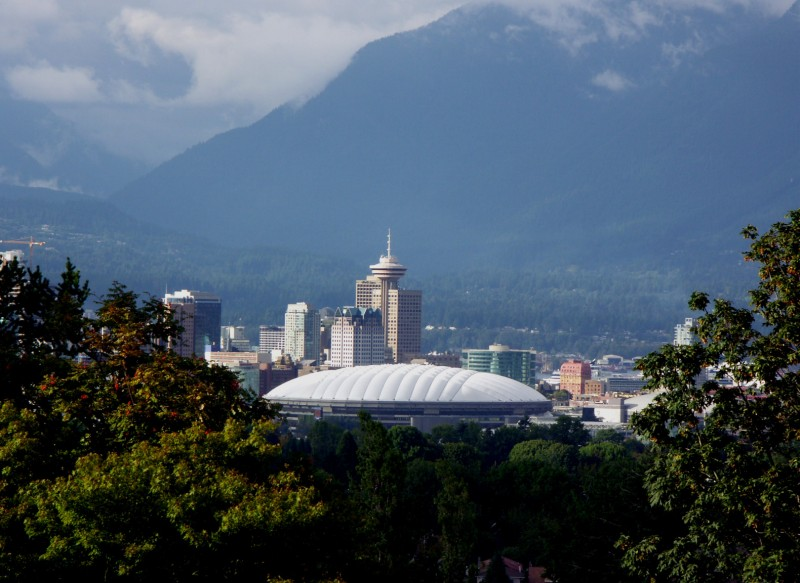
Vue de Vancouver et du BC Place (site des cérémonies d'ouverture et de clôture des Jeux olympiques d'hiver en 2010).
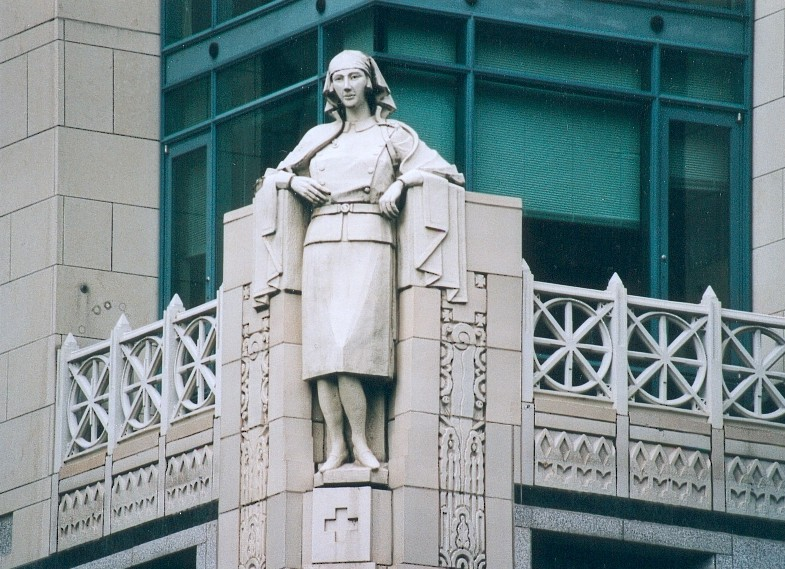
Détail architectural d'un immeuble du centre-ville de Vancouver.